# Andreas Wellinger
Andreas Wellinger (ur. 28 sierpnia 1995 w Traunstein) – niemiecki skoczek narciarski, reprezentant klubu SC Ruhpolding, członek kadry narodowej. Dwukrotny mistrz olimpijski: indywidualny na normalnej skoczni z 2018 i drużynowy z 2014, a także srebrny medalista indywidualnie na skoczni dużej i w drużynie z 2018. Mistrz świata w drużynie mieszanej z 2017 i 2023, indywidualny srebrny medalista ze skoczni normalnej i dużej z 2017 oraz normalnej z 2023 i 2025. Indywidualny srebrny medalista mistrzostw świata w lotach narciarskich z 2024, drużynowy srebrny medalista z 2016 i 2022 oraz brązowy z 2024. Trzeci zawodnik klasyfikacji generalnej Pucharu Świata 2023/2024. Zwycięzca Raw Air 2025. Zwycięzca Letniego Grand Prix 2013 i drugi zawodnik z 2016. Drużynowy złoty medalista Zimowych Igrzysk Olimpijskich Młodzieży 2012. Indywidualny wicemistrz świata juniorów z 2015, drużynowy srebrny medalista z 2015 oraz brązowy z 2013. Medalista mistrzostw kraju.

## Przebieg kariery

### Lata 2010–2012
Początkowo uprawiał kombinację norweską. We wrześniu i październiku 2010 wystartował w zawodach Alpen Cup. Zajmował w nich miejsca w czwartej i piątej dziesiątce.
W zawodach międzynarodowych w skokach narciarskich zadebiutował 16 lipca 2011, zajmując 51. lokatę w konkursie FIS Cup w austriackim Villach. Dzień później zdobył pierwsze punkty, zajmując 23. miejsce. Wziął udział w Zimowych Igrzyskach Olimpijskich Młodzieży 2012, w których zajął 4. pozycję indywidualnie, a także zdobył złoty medal w drużynie. W tym samym sezonie zadebiutował w zawodach Pucharu Kontynentalnego. W pierwszym występie, 17 lutego 2012 w Oslo, był 34., a pierwsze punkty zdobył dwa dni później na tej samej skoczni po zajęciu 21. miejsca.

### Sezon 2012/2013
W 2012 wystartował w sześciu konkursach Letniego Pucharu Kontynentalnego. W pięciu z nich znalazł się w czołowej dziesiątce, z czego w trzech stanął na podium, a 8 września w Lillehammer odniósł zwycięstwo. Wystąpił również w Letnim Grand Prix. We wszystkich trzech startach zdobył punkty, a najwyższe w sezonie, 26. miejsce zajął w Hakubie 26 sierpnia 2012. Na Mistrzostwach Niemiec 2012 zdobył złoty medal w konkursie drużynowym, w którym reprezentował Bawarię.
Został powołany przez trenera Wernera Schustera na inaugurujące Puchar Świata zawody w Lillehammer. W swoim debiucie w Pucharze Świata po pierwszej serii zajmował pozycję lidera, a ostatecznie ukończył zawody na 5. miejscu. 9 grudnia na próbie przedolimpijskiej w Krasnej Polanie po raz pierwszy w karierze stanął na podium indywidualnych zawodów najwyższej rangi, zajmując 3. miejsce ze stratą 9,7 pkt do zwycięzcy – Andreasa Koflera. Tydzień później w szwajcarskim Engelbergu po raz kolejny stanął na podium, zajmując drugie miejsce. Poza tym w początkowej fazie sezonu jeszcze kilkukrotnie zajmował miejsca w najlepszej dziesiątce. 61. Turniej Czterech Skoczni ukończył na 9. miejscu w klasyfikacji generalnej.
Wystąpił na Mistrzostwach Świata Juniorów w Narciarstwie Klasycznym 2013 w Libercu. Indywidualnie zajął 5. miejsce, a w zawodach drużynowych zdobył brązowy medal. Po powrocie do startów w Pucharze Świata, w zawodach rozgrywanych w lutym i marcu, uzyskiwał gorsze rezultaty; najlepszym wynikiem Wellingera z tego okresu było 19. miejsce z Planicy. Znalazł się w składzie reprezentacji Niemiec na Mistrzostwa Świata w Narciarstwie Klasycznym 2013 w Val di Fiemme, ostatecznie jednak nie wystąpił w nich w żadnym z konkursów. W klasyfikacji generalnej Pucharu Świata w skokach narciarskich 2012/2013 znalazł się na 20. pozycji z 393 punktami.

### Sezon 2013/2014
28 lipca 2013 zajął drugie miejsce w konkursie w Hinterzarten, rozpoczynającym Letnie Grand Prix 2013. W kolejnych, rozgrywanych w sierpniu, zawodach indywidualnych odniósł dwa zwycięstwa w Wiśle i Courchevel oraz zajął trzecie miejsce w Einsiedeln. Stawał na podium również w zawodach drużynowych. W tym momencie był zdecydowanym liderem klasyfikacji generalnej, z ponad stoma punktami przewagi nad drugim Kamilem Stochem. W sześciu kolejnych zawodach LGP, rozgrywanych w Azji nie brał udziału. W zamykającym sezon letni konkursie w Klingenthal Wellinger odniósł kolejne zwycięstwo i mimo występu w mniej niż połowie konkursów wygrał cały cykl, wyprzedzając o 21 punktów Jerneja Damjana.
Starty w sezonie 2013/2014 Pucharu Świata rozpoczął dwukrotnym zajęciem drugiego miejsca w zawodach w Klingenthal – w konkursie mieszanym oraz indywidualnie. Po kilku słabszych wynikach po raz drugi na podium stanął 22 grudnia w Engelbergu, również zajmując drugą pozycję. 16 stycznia 2014 w Wiśle odniósł pierwsze w karierze indywidualne zwycięstwo w konkursie Pucharu Świata. W lutym w Willingen dwukrotnie zajął miejsce w pierwszej dziesiątce. Został zgłoszony do występu w zawodach skoków narciarskich na Zimowych Igrzyskach Olimpijskich 2014 w Soczi. 9 lutego zajął 6. pozycję w konkursie na skoczni normalnej, a 6 dni później był 45. na skoczni dużej. 17 lutego zdobył złoty medal olimpijski w konkursie drużynowym, w którym reprezentował Niemcy wraz z Andreasem Wankiem, Marinusem Krausem i Severinem Freundem. Oddał w nim skoki na odległość 133 oraz 134,5 m.
Podobnie jak rok wcześniej, pod koniec sezonu 2013/14 Wellinger osiągał gorsze rezultaty. W ośmiu ostatnich konkursach indywidualnych czterokrotnie zajmował miejsca poza czołową trzydziestką. Najwyżej znalazł się na 11. miejscu, 4 marca w Kuopio. 601 punktów uzyskanych w trakcie całego sezonu pozwoliło mu zająć w klasyfikacji generalnej Pucharu Świata 9. pozycję.

### Sezon 2014/2015
W Letnim Grand Prix 2014 wystąpił w czterech konkursach, najwyższą, trzecią, pozycję zajmując 26 lipca w Wiśle. Na Mistrzostwach Niemiec 2014 zdobył złoty medal w konkursie drużynowym.
Podczas inaugurujących sezon 2014/2015 Pucharu Świata konkursów w Klingenthal zajął 3. miejsce indywidualnie, a wraz z kolegami z reprezentacji wywalczył zwycięstwo w konkursie drużynowym. Podczas drugiego weekendu w zawodach Pucharu Świata na Rukatunturi w Finlandii miał poważny upadek. W rozgrywanych przy silnym wietrze zawodach stracił równowagę w początkowej fazie lotu i spadł ze sporej wysokości na zeskok. Nie stracił przytomności, ale skocznię opuścił na noszach. Zdaniem trenera reprezentacji Niemiec Wernera Schustera upadek Wellingera wynikał ze zbyt szybkiego odbicia się z progu połączonego z trudnymi warunkami na skoczni. Późniejsze badania wykazały, że konieczna będzie operacja barku, którą przeprowadzono w specjalistycznej klinice w Innsbrucku.
W lutym 2015 Wellinger powrócił do startów. W swoich pierwszych startach po kontuzji zdobył srebrne medale w zawodach indywidualnych, a następnie drużynowych na Mistrzostwach Świata Juniorów 2015. Został powołany na Mistrzostwa Świata w Narciarstwie Klasycznym 2015. W konkursie indywidualnym na skoczni normalnej zajął 11. miejsce, a w pozostałych nie wystąpił z powodu problemów zdrowotnych niezwiązanych z poprzednią kontuzją. Wystartował natomiast w marcowych konkursach Pucharu Świata, zajmując miejsca w drugiej i trzeciej dziesiątce. W klasyfikacji generalnej sezonu 2014/2015 Wellinger zajął w cyklu 35. pozycję ze 137 punktami.

### Sezon 2015/2016
Wystąpił w pięciu konkursach indywidualnych Letniego Grand Prix 2015. Zajmował w nich pozycje w pierwszej i drugiej dziesiątce, najwyższą – 4. – we wrześniu w Hinzenbach. Dwukrotnie stawał na podium w konkursach drużynowych. Na Mistrzostwach Niemiec 2015 zdobył srebrny medal indywidualnie i złoty w drużynie.
Sezon 2015/2016 Pucharu Świata rozpoczął od zwycięstwa w konkursie drużynowym oraz 6. pozycji w zawodach indywidualnych w Klingenthal. W kolejnych zawodach cyklu rozgrywanych w grudniu i styczniu zajmował naprzemiennie miejsca w pierwszej i drugiej dziesiątce. Najwyżej sklasyfikowany indywidualnie został 10 stycznia 2016 w Willingen, zajmując 5. miejsce, zaś dzień wcześniej odniósł drugie zwycięstwo w konkursie drużynowym. W połowie stycznia wystąpił na Mistrzostwach Świata w Lotach Narciarskich 2016, zajmując 14. miejsce indywidualnie, a także zdobywając, wraz z Stephanem Leyhe, Richardem Freitagiem i Severinem Freundem, srebrny medal w zawodach drużynowych.
W konkursach rozgrywanych w lutym i marcu notował gorsze wyniki niż w poprzednich miesiącach. Tylko raz ukończył konkurs indywidualny w pierwszej dziesiątce (28 lutego w Ałmaty), natomiast kilkukrotnie zajmował miejsca poza trzydziestką. Nie wystąpił w kończących Puchar Świata konkursach w Planicy. W całym cyklu zajął 17. pozycję z 408 punktami.

### Sezon 2016/2017
Trzykrotnie stawał na podium zawodów indywidualnych Letniego Grand Prix 2016, zwyciężając w Hinterzarten oraz zajmując 3. miejsce w Wiśle i Hakubie. W trzech innych konkursach również zajmował miejsca w pierwszej dziesiątce. 351 punktów pozwoliło Wellingerowi zająć drugie miejsce w klasyfikacji generalnej cyklu, ze stratą 229 punktów do Macieja Kota. Podobnie jak rok wcześniej, na Mistrzostwach Niemiec 2016 zdobył srebro w zawodach indywidualnych i złoto w drużynie.
Sezon 2016/2017 Pucharu Świata rozpoczął 22. miejscem w Ruce. W grudniowych zawodach indywidualnie najwyżej sklasyfikowany był na 10. pozycji w Lillehammer, do połowy stycznia zawody kończył najczęściej w drugiej i trzeciej dziesiątce. Począwszy od konkursu w Wiśle 14 stycznia 2017, gdzie był trzeci, Wellinger zaczął regularnie zajmować miejsca w ścisłej czołówce. W kolejnym tygodniu w Zakopanem zwyciężył w zawodach drużynowych i był drugi indywidualnie. 29 stycznia w Willingen odniósł drugie w karierze zwycięstwo w konkursie indywidualnym Pucharu Świata. W sześciu lutowych konkursach rozgrywanych w Oberstdorfie, Sapporo i Pjongczangu był czterokrotnie drugi, raz trzeci i raz czwarty.
Na Mistrzostwach Świata w Narciarstwie Klasycznym 2017 zdobył srebrne medale w zawodach indywidualnych zarówno na skoczni normalnej, jak i na dużej, w obu przypadkach przegrywając jedynie ze Stefanem Kraftem. W konkursie drużyn mieszanych wywalczył, wraz z Cariną Vogt, Markusem Eisenbichlerem i Svenją Würth, złoty medal, zaś drużynowy konkurs mężczyzn ukończył na 4. pozycji. Również w konkursach Raw Air 2017 stawał na podium, indywidualnie zajmując 2. miejsce w Oslo i 3. w Trondheim. Przed ostatnią serią w Vikersund prowadził w konkursie i całym turnieju, ale po bardzo krótkim skoku zakończył zawody na 18., a Raw Air na 3. pozycji. Podczas kończącego sezon weekendu w Planicy zajmował drugie miejsca. W klasyfikacji generalnej Pucharu Świata zajął 4. pozycję z dorobkiem 1161 punktów, zaś Puchar Świata w lotach narciarskich 2016/2017 ukończył na 2. miejscu z 333 punktami.

### Sezon 2017/2018
W Letnim Grand Prix 2017 wystartował w trzech konkursach, raz stając na podium – zajął 2. miejsce w Klingenthal. Na Mistrzostwach Niemiec 2017 zdobył złoty medal w konkursie indywidualnym.
W pierwszych konkursach Pucharu Świata 2017/2018 regularnie zajmował miejsca w najlepszej dziesiątce. 26 listopada 2017 w Ruce zajął 3. pozycję, 3 grudnia w Niżnym Tagile był 1., tym samym odnosząc trzecie w karierze zwycięstwo w tym cyklu, a 10 grudnia w Titisee Neustadt zajął 2. miejsce. Dwa austriackie konkursy 66. Turnieju Czterech Skoczni ukończył na 3. pozycji, a w klasyfikacji generalnej całego turnieju znalazł się na 2. miejscu. Wystąpił na Mistrzostwach Świata w Lotach Narciarskich 2018, zajmując 7. miejsce indywidualnie i 4. w drużynie. 28 stycznia 2018 był 2. w konkursie Pucharu Świata w Zakopanem.
Wystartował na Zimowych Igrzyskach Olimpijskich 2018. Indywidualnie zdobył złoty medal w konkursie na skoczni normalnej, w którym awansował z 5. pozycji w drugiej serii, a także srebrny na skoczni dużej, gdzie przegrał jedynie z Kamilem Stochem. W zawodach drużynowych, startując wraz z Karlem Geigerem, Stephanem Leyhe i Richardem Freitagiem, również zdobył srebrny medal. W zawodach Pucharu Świata rozgrywanych po igrzyskach uzyskiwał gorsze wyniki niż we wcześniejszych miesiącach, indywidualnie tylko raz zajmując pozycję w najlepszej dziesiątce. W klasyfikacji generalnej cyklu na koniec sezonu znalazł się na 6. miejscu z 828 punktami.

### Sezon 2018/2019
Na rozgrywanych w lipcu 2018 mistrzostwach Niemiec zdobył srebrny medal w konkursie drużynowym. W czterech występach w Letnim Grand Prix 2018 najwyżej klasyfikowany był na 22. miejscu.
25 listopada 2018 zajął 2. pozycję w konkursie Pucharu Świata w Ruce, a dzień wcześniej był 9. Mimo regularnych startów poza tymi zawodami w sezonie 2018/2019 Pucharu Świata nie zajął żadnych miejsc w najlepszej dziesiątce, najwyżej klasyfikowanym będąc, dwukrotnie, na 11. miejscu. W klasyfikacji generalnej cykl zakończył na 18. pozycji z 371 punktami. Na Mistrzostwach Świata w Narciarstwie Klasycznym 2019 wystąpił jedynie w konkursie indywidualnym na skoczni dużej, w którym zajął 32. miejsce.

### Lata 2019–2021
W czerwcu 2019 podczas treningu doznał zerwania więzadła krzyżowego przedniego w prawym kolanie. W wyniku tej kontuzji w sezonie 2019/2020 nie wystartował w żadnych zawodach. Wczesną wiosną 2020 podczas urlopu w Australii złamał lewy obojczyk. Pierwszy trening na skoczni po kontuzji odbył w połowie maja 2020. W październiku 2020, reprezentując drugi zespół bawarski, zdobył srebrny medal w zawodach drużynowych mistrzostw Niemiec.
Do startów w międzynarodowych zawodach powrócił w zimowej części sezonu 2020/2021. W listopadzie i grudniu 2020 startował w Pucharze Świata. W żadnym występie nie zdobył punktów, a najwyżej sklasyfikowany był na 32. miejscu w Engelbergu. Po niemieckich konkursach 69. Turnieju Czterech Skoczni został wycofany ze startów w cyklu. W styczniu 2021 wystąpił w Pucharze Kontynentalnym w Innsbrucku, gdzie również nie zdobył punktów, a następnie w FIS Cupie w Szczyrku, gdzie zajął 28. i 45. miejsce. Ze względu na słabą formę Wellingera, w lutym 2021 trener reprezentacji Niemiec Stefan Horngacher podjął decyzję o zakończeniu przez zawodnika startów w sezonie 2020/2021.

### Sezon 2021/2022
Wystąpił w pięciu konkursach Letniego Grand Prix 2021. Najwyżej sklasyfikowany w tym cyklu był na 5. miejscu, we wrześniowych zawodach w Hinzenbach. Na Mistrzostwach Niemiec 2021 zdobył srebrny medal w konkursie drużynowym.
Podczas zimowej części sezonu 2021/2022 regularnie startował w Pucharze Świata. Najczęściej zajmował w nim pozycje w drugiej i trzeciej dziesiątce. Indywidualnie najwyżej sklasyfikowany był na 6. miejscu, w grudniowych zawodach w Klingenthal. Nie znalazł się w składzie reprezentacji Niemiec na Zimowe Igrzyska Olimpijskie 2022 z powodu pozytywnego wyniku testu na obecność wirusa SARS-CoV-2. Wystąpił natomiast na Mistrzostwach Świata w Lotach Narciarskich 2022, na których indywidualnie zajął 14. lokatę, a w drużynie wraz z Severinem Freundem, Markusem Eisenbichlerem i Karlem Geigerem zdobył srebrny medal. Sezon 2021/2022 Pucharu Świata ukończył na 29. pozycji w klasyfikacji generalnej z 219 punktami. Po jego zakończeniu przeszedł zabieg pękniętej łąkotki.

### Sezon 2022/2023
W ramach Letniego Grand Prix 2022 trzykrotnie kończył zawody w pierwszej dziesiątce, a najwyżej klasyfikowany był na 4. pozycji. Na Mistrzostwach Niemiec 2022 zdobył złoty medal zarówno indywidualnie, jak i w drużynie.
W sezonie 2022/2023 Pucharu Świata regularnie zdobywał punkty, zajmując głównie miejsca w pierwszej i drugiej dziesiątce. W listopadowych zawodach cyklu najwyżej klasyfikowany był na 7. miejscu (w Ruce), w grudniowych – na 6. (w Engelbergu i Oberstdorfie), a w styczniowych – na 4. (w Bad Mitterndorf). 11 lutego 2023 w Lake Placid odniósł pierwsze po ponad pięcioletniej przerwie zwycięstwo w zawodach indywidualnych Pucharu Świata. Dzień później zajął na tej samej skoczni 2. lokatę, a 18 lutego w Râșnovie po raz kolejny zwyciężył.
W kolejnych tygodniach wystąpił na Mistrzostwach Świata w Narciarstwie Klasycznym 2023. Zdobył na nich srebrny medal w zawodach indywidualnych na skoczni normalnej, a także złoto w konkursie drużyn mieszanych, w którym wystąpił wraz z Seliną Freitag, Karlem Geigerem i Kathariną Althaus. Indywidualnie na skoczni dużej był 13., a w drużynie męskiej zajął 5. pozycję. W marcu 2023 w Pucharze Świata najwyżej sklasyfikowany był na 5. miejscu, w otwierających Raw Air 2023 zawodach w Oslo. Sezon 2022/2023 PŚ ukończył ostatecznie na 7. lokacie w klasyfikacji generalnej z 902 punktami.

### Sezon 2023/2024
W ramach Letniego Grand Prix 2023 zwyciężył 30 września w Hinzenbach, a w dwóch pozostałych występach również zajął miejsca w czołowej dziesiątce. Na Mistrzostwach Niemiec 2023 zdobył złoty medal w zawodach drużynowych.
Zdobył punkty we wszystkich konkursach Pucharu Świata 2023/2024, z reguły kończąc zawody w pierwszej dziesiątce. Na podium po raz pierwszy stanął w drugim konkursie sezonu w Ruce, gdzie był 3. W grudniu 2023 dwukrotnie zajął 2. pozycję w Lillehammer, a także był 3. w Klingenthal. 72. Turniej Czterech Skoczni rozpoczął od zwycięstwa w Oberstdorfie. Następnie zajął 3. lokatę w Garmisch-Partenkirchen, a zarówno w Innsbrucku, jak i w Bischofshofen był 5. Cały turniej ukończył na 2. miejscu w klasyfikacji generalnej. W styczniu 2024 stawał na podium Pucharu Świata w Wiśle, gdzie był 3., a także w Zakopanem, gdzie zajął 2. pozycję.
Pod koniec stycznia wystartował na Mistrzostwach Świata w Lotach Narciarskich 2024. Zdobył na nich srebrny medal w zawodach indywidualnych, a także brązowy w drużynie, w której wystąpił wraz Piusem Paschke, Karlem Geigerem i Stephanem Leyhe. Po mistrzostwach stawał na podium Pucharu Świata rzadziej niż w pierwszej połowie sezonu. W lutym zrobił to dwukrotnie – w Willingen, gdzie zwyciężył, oraz w Sapporo, gdzie zajął 3. lokatę. W marcu na podium stanął raz, zajmując 2. pozycję w Lahti. Sezon 2023/2024 Pucharu Świata zakończył na 3. miejscu w klasyfikacji generalnej z 1488 punktami, o 661 za zwycięzcą, Austriakiem Stefanem Kraftem.

### Sezon 2024/2025
W konkursie Letniego Grand Prix 2024 w Hinzenbach rozgrywanym 28 września zajął 2. miejsce, a w drugim, dzień później, zwyciężył. Na Mistrzostwach Niemiec 2024 zdobył złoty medal zarówno w konkursie indywidualnym, jak i w drużynowym.
W sezonie 2024/2025 Pucharu Świata ponownie zdobył punkty we wszystkich konkursach. W listopadzie i grudniu 2024 większość występów kończył w pierwszej dziesiątce. Raz stanął w tym okresie na podium – 1 grudnia zwyciężył w jednoseryjnych zawodach w Ruce. W środkowej części sezonu najczęściej zajmował lokaty w drugiej dziesiątce. Zarówno w styczniu, jak i w lutym 2025 najwyżej klasyfikowany był na 9. miejscu. Na początku marca wystąpił na Mistrzostwach Świata w Narciarstwie Klasycznym 2025 w Trondheim, gdzie zdobył srebrny medal w zawodach indywidualnych na skoczni normalnej. Indywidualnie na skoczni dużej był 8., a zarówno w drużynie męskiej, jak i w mieszanej zajął 4. pozycję.
Wszystkie marcowe zawody Pucharu Świata ukończył w pierwszej dziesiątce. W ramach Raw Air 2025 zajął 7. miejsce w Oslo, a w Vikersund w pierwszym konkursie zwyciężył, zaś w drugim zajął 2. lokatę. Pozwoliło to Wellingerowi odnieść zwycięstwo w całym turnieju. Do końca sezonu w Pucharze Świata jeszcze raz stanął na podium – 30 marca w zamykającym go konkursie w Planicy zajął 3. miejsce. Na tej samej pozycji ukończył też Puchar Świata w lotach narciarskich 2024/2025 oraz miniturniej Planica 7. Z kolei w klasyfikacji generalnej całego cyklu znalazł się na 7. lokacie z 989 punktami.

## Igrzyska olimpijskie

### Indywidualnie
| 2014 Soczi/Krasnaja Polana | – | 6. miejsce (K-95), 45. miejsce (K-125)    |
| 2018 Pjongczang            | – | złoty medal (K-98), srebrny medal (K-125) |

### Drużynowo
| 2014 Soczi/Krasnaja Polana | – | złoty medal   |
| 2018 Pjongczang            | – | srebrny medal |

### Starty A. Wellingera na igrzyskach olimpijskich – szczegółowo
| Miejsce | Dzień     | Rok  | Miejscowość     | Skocznia              | Punkt K | HS     | Konkurs  | Skok 1  | Skok 2  | Nota                   | Strata    | Zwycięzca   |
| ------- | --------- | ---- | --------------- | --------------------- | ------- | ------ | -------- | ------- | ------- | ---------------------- | --------- | ----------- |
| 6.      | 9 lutego  | 2014 | Krasnaja Polana | Russkije Gorki        | K-95    | HS-106 | indywid. | 96,0 m  | 101,5 m | 257,1 pkt              | 20,9 pkt  | Kamil Stoch |
| 45.     | 15 lutego | 2014 | Krasnaja Polana | Russkije Gorki        | K-125   | HS-140 | indywid. | 117,0 m | –       | 96,6 pkt               | 182,1 pkt | Kamil Stoch |
| 1.      | 17 lutego | 2014 | Krasnaja Polana | Russkije Gorki        | K-125   | HS-140 | druż.    | 133,0 m | 134,5 m | 1041,1 pkt (257,1 pkt) | –         | –           |
| 1.      | 10 lutego | 2018 | Pjongczang      | Alpensia Jumping Park | K-98    | HS-109 | indywid. | 104,5 m | 113,5 m | 259,3 pkt              | –         | –           |
| 2.      | 17 lutego | 2018 | Pjongczang      | Alpensia Jumping Park | K-125   | HS-142 | indywid. | 135,5 m | 142,0 m | 282,3 pkt              | 3,4 pkt   | Kamil Stoch |
| 2.      | 19 lutego | 2018 | Pjongczang      | Alpensia Jumping Park | K-125   | HS-142 | druż.    | 140,0 m | 134,5 m | 1075,7 pkt (284,2 pkt) | 22,8 pkt  | Norwegia    |

## Mistrzostwa świata

### Indywidualnie
| 2015 Falun             | – | 11. miejsce (K-90), nie wystartował (K-120) |
| 2017 Lahti             | – | srebrny medal (K-90), srebrny medal (K-116) |
| 2019 Seefeld/Innsbruck | – | 32. miejsce (K-120)                         |
| 2023 Planica           | – | srebrny medal (K-95), 13. miejsce (K-125)   |
| 2025 Trondheim         | – | srebrny medal (K-94), 8. miejsce (K-124)    |

### Drużynowo
| 2017 Lahti     | – | złoty medal (drużyna mieszana/K-90), 4. miejsce (K-116) |
| 2023 Planica   | – | złoty medal (drużyna mieszana/K-95), 5. miejsce (K-125) |
| 2025 Trondheim | – | 4. miejsce (drużyna mieszana/K-124), 4. miejsce (K-124) |

### Starty A. Wellingera na mistrzostwach świata – szczegółowo
| Miejsce | Dzień     | Rok  | Miejscowość | Skocznia            | Punkt K | HS     | Konkurs      | Skok 1  | Skok 2  | Nota                   | Strata    | Zwycięzca           |
| ------- | --------- | ---- | ----------- | ------------------- | ------- | ------ | ------------ | ------- | ------- | ---------------------- | --------- | ------------------- |
| 11.     | 21 lutego | 2015 | Falun       | Lugnet              | K-90    | HS-100 | indywid.     | 91,0 m  | 90,5 m  | 226,0 pkt              | 26,7 pkt  | Rune Velta          |
| —       | 26 lutego | 2015 | Falun       | Lugnet              | K-120   | HS-134 | indywid.     | DNS     | DNS     | DNS                    | –         | Severin Freund      |
| 2.      | 25 lutego | 2017 | Lahti       | Salpausselkä        | K-90    | HS-100 | indywid.     | 96,5 m  | 100,0 m | 268,7 pkt              | 2,1 pkt   | Stefan Kraft        |
| 1.      | 26 lutego | 2017 | Lahti       | Salpausselkä        | K-90    | HS-100 | druż. miesz. | 99,0 m  | 98,0 m  | 1035,5 pkt (276,2 pkt) | –         | –                   |
| 2.      | 2 marca   | 2017 | Lahti       | Salpausselkä        | K-116   | HS-130 | indywid.     | 127,5 m | 129,0 m | 278,0 pkt              | 1,3 pkt   | Stefan Kraft        |
| 4.      | 4 marca   | 2017 | Lahti       | Salpausselkä        | K-116   | HS-130 | druż.        | 130,5 m | 119,0 m | 1052,9 pkt (276,1 pkt) | 51,3 pkt  | Polska              |
| 32.     | 23 lutego | 2019 | Innsbruck   | Bergisel            | K-120   | HS-130 | indywid.     | 119,5 m | –       | 103,1 pkt              | 176,3 pkt | Markus Eisenbichler |
| 2.      | 25 lutego | 2023 | Planica     | Srednja skakalnica  | K-95    | HS-102 | indywid.     | 101,0 m | 102,0 m | 259,2 pkt              | 2,6 pkt   | Piotr Żyła          |
| 1.      | 26 lutego | 2023 | Planica     | Srednja skakalnica  | K-95    | HS-102 | druż. miesz. | 100,0 m | 98,0 m  | 1017,2 pkt (262,1 pkt) | –         | –                   |
| 13.     | 3 marca   | 2023 | Planica     | Bloudkova velikanka | K-125   | HS-138 | indywid.     | 127,5 m | 130,5 m | 261,4 pkt              | 26,1 pkt  | Timi Zajc           |
| 5.      | 4 marca   | 2023 | Planica     | Bloudkova velikanka | K-125   | HS-138 | druż.        | 126,5 m | 131,0 m | 1127,7 pkt (280,3 pkt) | 276,2 pkt | Słowenia            |
| 2.      | 2 marca   | 2025 | Trondheim   | Granåsen            | K-94    | HS-102 | indywid.     | 106,5 m | 104,5 m | 263,2 pkt              | 2,3 pkt   | Marius Lindvik      |
| 4.      | 5 marca   | 2025 | Trondheim   | Granåsen            | K-124   | HS-138 | druż. miesz. | 125,5 m | 139,0 m | 899,0 pkt (265,4 pkt)  | 121,4 pkt | Norwegia            |
| 4.      | 6 marca   | 2025 | Trondheim   | Granåsen            | K-124   | HS-138 | druż.        | 132,0 m | 133,5 m | 1005,8 pkt (277,2 pkt) | 75,0 pkt  | Słowenia            |
| 8.      | 8 marca   | 2025 | Trondheim   | Granåsen            | K-124   | HS-138 | indywid.     | 128,0 m | 137,0 m | 267,0 pkt              | 34,8 pkt  | Domen Prevc         |

## Mistrzostwa świata w lotach

### Indywidualnie
| 2014 Harrachov  | – | 13. miejsce   |
| 2016 Tauplitz   | – | 14. miejsce   |
| 2018 Oberstdorf | – | 7. miejsce    |
| 2022 Vikersund  | – | 14. miejsce   |
| 2024 Tauplitz   | – | srebrny medal |

### Drużynowo
| 2016 Tauplitz   | – | srebrny medal |
| 2018 Oberstdorf | – | 4. miejsce    |
| 2022 Vikersund  | – | srebrny medal |
| 2024 Tauplitz   | – | brązowy medal |

### Starty A. Wellingera na mistrzostwach świata w lotach – szczegółowo
| Miejsce | Dzień          | Rok  | Miejscowość | Skocznia              | Punkt K | HS     | Konkurs  | Skok 1  | Skok 2  | Skok 3  | Skok 4  | Nota                   | Strata    | Zwycięzca          |
| ------- | -------------- | ---- | ----------- | --------------------- | ------- | ------ | -------- | ------- | ------- | ------- | ------- | ---------------------- | --------- | ------------------ |
| 13.     | 14–15 marca    | 2014 | Harrachov   | Čerťák                | K-185   | HS-205 | indywid. | 179,0 m | 178,0 m | –       | –       | 337,1 pkt              | 53,9 pkt  | Severin Freund     |
| 14.     | 15–16 stycznia | 2016 | Tauplitz    | Kulm                  | K-200   | HS-225 | indywid. | 200,0 m | 205,0 m | 211,5 m | –       | 520,0 pkt              | 120,1 pkt | Peter Prevc        |
| 2.      | 17 stycznia    | 2016 | Tauplitz    | Kulm                  | K-200   | HS-225 | druż.    | 196,0 m | 196,0 m | 193,0 m | 193,0 m | 1357,3 pkt (320,3 pkt) | 110,4 pkt | Norwegia           |
| 7.      | 19–20 stycznia | 2018 | Oberstdorf  | im. Heiniego Klopfera | K-200   | HS-235 | indywid. | 206,0 m | 207,0 m | 213,0 m | –       | 599,7 pkt              | 52,3 pkt  | Daniel-André Tande |
| 4.      | 21 stycznia    | 2018 | Oberstdorf  | im. Heiniego Klopfera | K-200   | HS-235 | druż.    | 226,0 m | 226,0 m | 212,0 m | 212,0 m | 1581,2 pkt (402,2 pkt) | 80,8 pkt  | Norwegia           |
| 14.     | 11–12 marca    | 2022 | Vikersund   | Vikersundbakken       | K-200   | HS-240 | indywid. | 216,5 m | 187,5 m | 193,0 m | 219,5 m | 731,4 pkt              | 122,8 pkt | Marius Lindvik     |
| 2.      | 13 marca       | 2022 | Vikersund   | Vikersundbakken       | K-200   | HS-240 | druż.    | 226,5 m | 226,5 m | 206,5 m | 206,5 m | 1583,5 pkt (395,5 pkt) | 128,0 pkt | Słowenia           |
| 2.      | 26–27 stycznia | 2024 | Tauplitz    | Kulm                  | K-200   | HS-235 | indywid. | 222,0 m | 218,5 m | 229,0 m | –       | 645,2 pkt              | 2,2 pkt   | Stefan Kraft       |
| 3.      | 28 stycznia    | 2024 | Tauplitz    | Kulm                  | K-200   | HS-235 | druż.    | 219,5 m | 219,5 m | 229,5 m | 229,5 m | 1549,9 pkt (417,1 pkt) | 66,5 pkt  | Słowenia           |

## Mistrzostwa świata juniorów

### Indywidualnie
| 2013 Liberec | – | 5. miejsce    |
| 2015 Ałmaty  | – | srebrny medal |

### Drużynowo
| 2013 Liberec | – | brązowy medal |
| 2015 Ałmaty  | – | srebrny medal |

### Starty A.Wellingera na mistrzostwach świata juniorów – szczegółowo
| Miejsce | Dzień       | Rok  | Miejscowość | Skocznia      | Punkt K | HS     | Konkurs  | Skok 1  | Skok 2  | Nota                   | Strata   | Zwycięzca            |
| ------- | ----------- | ---- | ----------- | ------------- | ------- | ------ | -------- | ------- | ------- | ---------------------- | -------- | -------------------- |
| 5.      | 24 stycznia | 2013 | Liberec     | Ještěd        | K-90    | HS-100 | indywid. | 100,0 m | 95,0 m  | 256,0 pkt              | 27,5 pkt | Jaka Hvala           |
| 3.      | 26 stycznia | 2013 | Liberec     | Ještěd        | K-90    | HS-100 | druż.    | 98,5 m  | 103,0 m | 1038,5 pkt (273,5 pkt) | 48,0 pkt | Słowenia             |
| 2.      | 5 lutego    | 2015 | Ałmaty      | Gornyj Gigant | K-95    | HS-106 | indywid. | 99,0 m  | 101,0 m | 269,4 pkt              | 0,5 pkt  | Johann André Forfang |
| 2.      | 7 lutego    | 2015 | Ałmaty      | Gornyj Gigant | K-95    | HS-106 | druż.    | 98,5 m  | 100,0 m | 869,6 pkt (225,7 pkt)  | 23,7 pkt | Norwegia             |

## Igrzyska olimpijskie młodzieży

### Indywidualnie
| 2012 Innsbruck/Seefeld | – | 4. miejsce |

### Drużynowo
| 2012 Innsbruck/Seefeld | – | złoty medal (drużyna mieszana) |

### Starty A. Wellingera na igrzyskach olimpijskich młodzieży – szczegółowo
| Miejsce | Dzień       | Rok  | Miejscowość | Skocznia                   | Punkt K | HS    | Konkurs      | Skok 1 | Skok 2 | Nota                  | Strata   | Zwycięzca    |
| ------- | ----------- | ---- | ----------- | -------------------------- | ------- | ----- | ------------ | ------ | ------ | --------------------- | -------- | ------------ |
| 4.      | 14 stycznia | 2012 | Seefeld     | Toni-Seelos-Olympiaschanze | K-68    | HS-75 | indywid.     | 74,0 m | 73,0 m | 252,9 pkt             | 33,2 pkt | Anže Lanišek |
| 1.      | 21 stycznia | 2012 | Seefeld     | Toni-Seelos-Olympiaschanze | K-68    | HS-75 | druż. miesz. | 65,0 m | 73,5 m | 640,1 pkt (230,0 pkt) | –        | –            |

## Puchar Świata

### Miejsca w klasyfikacji generalnej
| Sezon     | Miejsce |
| --------- | ------- |
| 2012/2013 | 20.     |
| 2013/2014 | 9.      |
| 2014/2015 | 35.     |
| 2015/2016 | 17.     |
| 2016/2017 | 4.      |
| 2017/2018 | 6.      |
| 2018/2019 | 18.     |
| 2021/2022 | 29.     |
| 2022/2023 | 7.      |
| 2023/2024 | 3.      |
| 2024/2025 | 7.      |

### Zwycięstwa w konkursach indywidualnych Pucharu Świata chronologicznie
| Lp. | Dzień       | Rok  | Miejscowość | Skocznia                    | Punkt K | HS     | Skok 1  | Skok 2  | Nota      | Przypisy                  |
| --- | ----------- | ---- | ----------- | --------------------------- | ------- | ------ | ------- | ------- | --------- | ------------------------- |
| 1.  | 16 stycznia | 2014 | Wisła       | im. Adama Małysza           | K-120   | HS-134 | 127,0 m | 128,5 m | 262,8 pkt | –                         |
| 2.  | 29 stycznia | 2017 | Willingen   | Mühlenkopfschanze           | K-130   | HS-145 | 147,5 m | 135,0 m | 242,3 pkt | –                         |
| 3.  | 3 grudnia   | 2017 | Niżny Tagił | Aist                        | K-120   | HS-134 | 132,0 m | 133,5 m | 275,7 pkt | –                         |
| 4.  | 11 lutego   | 2023 | Lake Placid | MacKenzie Intervale         | K-115   | HS-128 | 129,0 m | 125,5 m | 264,5 pkt | –                         |
| 5.  | 18 lutego   | 2023 | Râșnov      | Trambulina Valea Cărbunării | K-90    | HS-97  | 94,0 m  | 99,0 m  | 240,4 pkt | –                         |
| 6.  | 29 grudnia  | 2023 | Oberstdorf  | Schattenbergschanze         | K-120   | HS-137 | 139,5 m | 128,0 m | 309,3 pkt | * TCS 2023/2024           |
| 7.  | 4 lutego    | 2024 | Willingen   | Mühlenkopfschanze           | K-130   | HS-147 | 139,0 m | 149,0 m | 237,6 pkt | –                         |
| 8.  | 1 grudnia   | 2024 | Ruka        | Rukatunturi                 | K-120   | HS-142 | 146,5 m | –       | 143,4 pkt |                           |
| 9.  | 15 marca    | 2025 | Vikersund   | Vikersundbakken             | K-200   | HS-240 | 228,0 m | 229,5 m | 436,1 pkt | * Loty 2024/2025, RA 2025 |

### Miejsca na podium
| Sezon PŚ  | 1. miejsce | 2. miejsce | 3. miejsce | Razem |
| 2012/2013 | –          | 1          | 1          | 2     |
| 2013/2014 | 1          | 2          | –          | 3     |
| 2014/2015 | –          | –          | 1          | 1     |
| 2015/2016 | –          | –          | –          | –     |
| 2016/2017 | 1          | 8          | 3          | 12    |
| 2017/2018 | 1          | 2          | 3          | 6     |
| 2018/2019 | –          | 1          | –          | 1     |
| 2019/2020 | –          | –          | –          | –     |
| 2020/2021 | –          | –          | –          | –     |
| 2021/2022 | –          | –          | –          | –     |
| 2022/2023 | 2          | 1          | –          | 3     |
| 2023/2024 | 2          | 4          | 5          | 11    |
| 2024/2025 | 2          | 1          | 1          | 4     |
| Suma      | 9          | 20         | 14         | 43    |

### Miejsca na podium w konkursach indywidualnych Pucharu Świata chronologicznie
| Lp. | Dzień        | Rok  | Miejscowość            | Skocznia                    | Punkt K | HS     | Skok 1  | Skok 2  | Nota      | Lok. | Strata   | Zwycięzca             |
| --- | ------------ | ---- | ---------------------- | --------------------------- | ------- | ------ | ------- | ------- | --------- | ---- | -------- | --------------------- |
| 1.  | 9 grudnia    | 2012 | Krasnaja Polana        | Russkije Gorki              | K-95    | HS-106 | 100,5 m | 103,0 m | 261,6 pkt | 3.   | 9,7 pkt  | Andreas Kofler        |
| 2.  | 16 grudnia   | 2012 | Engelberg              | Gross-Titlis-Schanze        | K-125   | HS-137 | 130,0 m | 138,5 m | 270,3 pkt | 2.   | 3,4 pkt  | Gregor Schlierenzauer |
| 3.  | 24 listopada | 2013 | Klingenthal            | Vogtland Arena              | K-125   | HS-140 | 132,0 m | –       | 132,8 pkt | 2.   | 3,0 pkt  | Krzysztof Biegun      |
| 4.  | 22 grudnia   | 2013 | Engelberg              | Gross-Titlis-Schanze        | K-125   | HS-137 | 131,0 m | 129,5 m | 270,8 pkt | 2.   | 3,9 pkt  | Kamil Stoch           |
| 5.  | 16 stycznia  | 2014 | Wisła                  | im. Adama Małysza           | K-120   | HS-134 | 127,0 m | 128,5 m | 262,8 pkt | 1.   | –        | –                     |
| 6.  | 23 listopada | 2014 | Klingenthal            | Vogtland Arena              | K-125   | HS-140 | 140,0 m | 133,5 m | 270,7 pkt | 3.   | 5,7 pkt  | Roman Koudelka        |
| 7.  | 14 stycznia  | 2017 | Wisła                  | im. Adama Małysza           | K-120   | HS-134 | 127,5 m | 120,5 m | 249,1 pkt | 3.   | 18,9 pkt | Kamil Stoch           |
| 8.  | 22 stycznia  | 2017 | Zakopane               | Wielka Krokiew              | K-120   | HS-134 | 130,5 m | 133,0 m | 285,8 pkt | 2.   | 1,6 pkt  | Kamil Stoch           |
| 9.  | 29 stycznia  | 2017 | Willingen              | Mühlenkopfschanze           | K-130   | HS-145 | 147,5 m | 135,0 m | 242,3 pkt | 1.   | –        | –                     |
| 10. | 4 lutego     | 2017 | Oberstdorf             | im. Heiniego Klopfera       | K-200   | HS-225 | 234,5 m | 222,5 m | 434,8 pkt | 2.   | 5,1 pkt  | Stefan Kraft          |
| 11. | 5 lutego     | 2017 | Oberstdorf             | im. Heiniego Klopfera       | K-200   | HS-225 | 238,0 m | –       | 220,0 pkt | 2.   | 12,6 pkt | Stefan Kraft          |
| 12. | 12 lutego    | 2017 | Sapporo                | Ōkurayama                   | K-123   | HS-137 | 140,5 m | 132,0 m | 255,3 pkt | 2.   | 7,4 pkt  | Kamil Stoch           |
| 13. | 15 lutego    | 2017 | Pjongczang             | Alpensia Jumping Park       | K-125   | HS-140 | 136,0 m | 136,0 m | 279,8 pkt | 2.   | 13,7 pkt | Stefan Kraft          |
| 14. | 16 lutego    | 2017 | Pjongczang             | Alpensia Jumping Park       | K-98    | HS-109 | 99,0 m  | 112,0 m | 240,8 pkt | 3.   | 15,4 pkt | Maciej Kot            |
| 15. | 12 marca     | 2017 | Oslo                   | Holmenkollbakken            | K-120   | HS-134 | 133,5 m | 127,0 m | 258,6 pkt | 2.   | 8,9 pkt  | Stefan Kraft          |
| 16. | 16 marca     | 2017 | Trondheim              | Granåsen                    | K-124   | HS-140 | 133,0 m | 141,5 m | 289,6 pkt | 3.   | 12,4 pkt | Stefan Kraft          |
| 17. | 24 marca     | 2017 | Planica                | Letalnica                   | K-200   | HS-225 | 235,0 m | 235,0 m | 480,4 pkt | 2.   | 9,8 pkt  | Stefan Kraft          |
| 18. | 26 marca     | 2017 | Planica                | Letalnica                   | K-200   | HS-225 | 238,5 m | –       | 236,2 pkt | 2.   | 8,1 pkt  | Stefan Kraft          |
| 19. | 26 listopada | 2017 | Ruka                   | Rukatunturi                 | K-120   | HS-142 | 140,0 m | 140,0 m | 293,0 pkt | 3.   | 8,4 pkt  | Jernej Damjan         |
| 20. | 3 grudnia    | 2017 | Niżny Tagił            | Aist                        | K-120   | HS-134 | 132,0 m | 133,5 m | 275,7 pkt | 1.   | –        | –                     |
| 21. | 10 grudnia   | 2017 | Titisee-Neustadt       | Hochfirstschanze            | K-125   | HS-142 | 139,5 m | –       | 126,0 pkt | 2.   | 2,4 pkt  | Richard Freitag       |
| 22. | 4 stycznia   | 2018 | Innsbruck              | Bergisel                    | K-120   | HS-130 | 133,0 m | 126,0 m | 253,5 pkt | 3.   | 16,6 pkt | Kamil Stoch           |
| 23. | 6 stycznia   | 2018 | Bischofshofen          | im. Paula Ausserleitnera    | K-125   | HS-140 | 129,0 m | 139,5 m | 270,5 pkt | 3.   | 5,1 pkt  | Kamil Stoch           |
| 24. | 28 stycznia  | 2018 | Zakopane               | Wielka Krokiew              | K-125   | HS-140 | 119,5 m | 136,5 m | 242,0 pkt | 2.   | 3,6 pkt  | Anže Semenič          |
| 25. | 25 listopada | 2018 | Ruka                   | Rukatunturi                 | K-120   | HS-142 | 136,0 m | 145,5 m | 288,4 pkt | 2.   | 22,0 pkt | Ryōyū Kobayashi       |
| 26. | 11 lutego    | 2023 | Lake Placid            | MacKenzie Intervale         | K-115   | HS-128 | 129,0 m | 125,5 m | 264,5 pkt | 1.   | –        | –                     |
| 27. | 12 lutego    | 2023 | Lake Placid            | MacKenzie Intervale         | K-115   | HS-128 | 124,0 m | 130,0 m | 276,1 pkt | 2.   | 11,5 pkt | Halvor Egner Granerud |
| 28. | 18 lutego    | 2023 | Râșnov                 | Trambulina Valea Cărbunării | K-90    | HS-97  | 94,0 m  | 99,0 m  | 240,4 pkt | 1.   | –        | –                     |
| 29. | 26 listopada | 2023 | Ruka                   | Rukatunturi                 | K-120   | HS-142 | 143,5 m | 146,0 m | 334,1 pkt | 3.   | 29,4 pkt | Stefan Kraft          |
| 30. | 2 grudnia    | 2023 | Lillehammer            | Lysgårdsbakken              | K-90    | HS-98  | 99,0 m  | 92,0 m  | 291,7 pkt | 2.   | 5,0 pkt  | Stefan Kraft          |
| 31. | 3 grudnia    | 2023 | Lillehammer            | Lysgårdsbakken              | K-123   | HS-140 | 135,0 m | 143,0 m | 312,3 pkt | 2.   | 5,9 pkt  | Stefan Kraft          |
| 32. | 10 grudnia   | 2023 | Klingenthal            | Vogtland Arena              | K-125   | HS-140 | 137,5 m | 146,5 m | 293,1 pkt | 3.   | 4,8 pkt  | Karl Geiger           |
| 33. | 29 grudnia   | 2023 | Oberstdorf             | Schattenbergschanze         | K-120   | HS-137 | 139,5 m | 128,0 m | 309,3 pkt | 1.   | –        | –                     |
| 34. | 1 stycznia   | 2024 | Garmisch-Partenkirchen | Große Olympiaschanze        | K-125   | HS-142 | 138,0 m | 137,5 m | 291,4 pkt | 3.   | 4,4 pkt  | Anže Lanišek          |
| 35. | 14 stycznia  | 2024 | Wisła                  | im. Adama Małysza           | K-120   | HS-134 | 131,0 m | 128,5 m | 262,4 pkt | 3.   | 7,0 pkt  | Ryōyū Kobayashi       |
| 36. | 21 stycznia  | 2024 | Zakopane               | Wielka Krokiew              | K-125   | HS-140 | 135,5 m | 137,0 m | 327,8 pkt | 2.   | 4,5 pkt  | Stefan Kraft          |
| 37. | 4 lutego     | 2024 | Willingen              | Mühlenkopfschanze           | K-130   | HS-147 | 139,0 m | 149,0 m | 237,6 pkt | 1.   | –        | –                     |
| 38. | 17 lutego    | 2024 | Sapporo                | Ōkurayama                   | K-123   | HS-137 | 127,5 m | 134,0 m | 256,9 pkt | 3.   | 6,1 pkt  | Stefan Kraft          |
| 39. | 1 marca      | 2024 | Lahti                  | Salpausselkä                | K-116   | HS-130 | 129,5 m | 126,5 m | 257,1 pkt | 2.   | 5,4 pkt  | Lovro Kos             |
| 40. | 1 grudnia    | 2024 | Ruka                   | Rukatunturi                 | K-120   | HS-142 | 146,5 m | –       | 143,4 pkt | 1.   | –        | –                     |
| 41. | 15 marca     | 2025 | Vikersund              | Vikersundbakken             | K-200   | HS-240 | 228,0 m | 229,5 m | 436,1 pkt | 1.   | –        | –                     |
| 42. | 16 marca     | 2025 | Vikersund              | Vikersundbakken             | K-200   | HS-240 | 230,5 m | –       | 199,2 pkt | 2.   | 15,3 pkt | Domen Prevc           |
| 43. | 30 marca     | 2025 | Planica                | Letalnica                   | K-200   | HS-240 | 236,5 m | 236,5 m | 455,8 pkt | 3.   | 26,3 pkt | Anže Lanišek          |

### Miejsca w poszczególnych konkursach indywidualnychPucharu Świata
stan po zakończeniu sezonu 2024/2025
| Źródło | Źródło            | Źródło            | Źródło            | Źródło                 | Źródło                 | Źródło                 | Źródło                 | Źródło                       | Źródło                       | Źródło                       | Źródło                       | Źródło                 | Źródło              | Źródło          | Źródło                 | Źródło                 | Źródło                | Źródło            | Źródło            | Źródło            | Źródło            | Źródło          | Źródło            | Źródło           | Źródło            | Źródło            | Źródło          | Źródło          | Źródło          | Źródło        | Źródło        | Źródło | Źródło | Źródło | Źródło | Źródło | Źródło | Źródło | Źródło | Źródło | Źródło | Źródło | Źródło | Źródło | Źródło | Źródło | Źródło | Źródło | Źródło |        |
| --- | ----------------- | ----------------- | ----------------- | ---------------------- | ---------------------- | ---------------------- | ---------------------- | ---------------------------- | ---------------------------- | ---------------------------- | ---------------------------- | ---------------------- | ------------------- | --------------- | ---------------------- | ---------------------- | --------------------- | ----------------- | ----------------- | ----------------- | ----------------- | --------------- | ----------------- | ---------------- | ----------------- | ----------------- | --------------- | --------------- | --------------- | ------------- | ------------- | ------ | ------ | ------ | ------ | ------ | ------ | ------ | ------ | ------ | ------ | ------ | ------ | ------ | ------ | ------ | ------ | ------ | ------ | ------ |
| Sezon 2012/2013 |                   |                   |                   |                        |                        |                        |                        |                              |                              |                              |                              |                        |                     |                 |                        |                        |                       |                   |                   |                   |                   |                 |                   |                  |                   |                   |                 |                 |                 |               |               |        |        |        |        |        |        |        |        |        |        |        |        |        |        |        |        |        |        |        |
| Lillehammer | Lillehammer       | Ruka              | Krasnaja Polana   | Krasnaja Polana        | Engelberg              | Engelberg              | Oberstdorf             | Garmisch-Partenkirchen       | Innsbruck                    | Bischofshofen                | Wisła                        | Zakopane               | Sapporo             | Sapporo         | Vikersund              | Vikersund              | Harrachov             | Harrachov         | Klingenthal       | Oberstdorf        | Lahti             | Kuopio          | Trondheim         | Oslo             | Planica           | Planica           | punkty          | punkty          | punkty          | punkty        | punkty        | punkty | punkty | punkty | punkty | punkty | punkty | punkty | punkty | punkty | punkty | punkty | punkty | punkty | punkty |        |        |        |        |        |
| 5 | 17                | 5                 | 11                | 3                      | 12                     | 2                      | 10                     | 9                            | 21                           | 19                           | -                            | 31                     | -                   | -               | -                      | -                      | -                     | -                 | 28                | 35                | 32                | 43              | 20                | 38               | 19                | -                 | 393             | 393             | 393             | 393           | 393           | 393    | 393    | 393    | 393    | 393    | 393    | 393    | 393    | 393    | 393    | 393    | 393    | 393    | 393    |        |        |        |        |        |
| Sezon 2013/2014 |                   |                   |                   |                        |                        |                        |                        |                              |                              |                              |                              |                        |                     |                 |                        |                        |                       |                   |                   |                   |                   |                 |                   |                  |                   |                   |                 |                 |                 |               |               |        |        |        |        |        |        |        |        |        |        |        |        |        |        |        |        |        |        |        |
| Klingenthal | Ruka              | Lillehammer       | Lillehammer       | Titisee-Neustadt       | Titisee-Neustadt       | Engelberg              | Engelberg              | Oberstdorf                   | Garmisch-Partenkirchen       | Innsbruck                    | Bischofshofen                | Bad Mitterndorf        | Bad Mitterndorf     | Wisła           | Zakopane               | Sapporo                | Sapporo               | Willingen         | Willingen         | Falun             | Lahti             | Lahti           | Kuopio            | Trondheim        | Oslo              | Planica           | Planica         | punkty          | punkty          | punkty        | punkty        | punkty | punkty | punkty | punkty | punkty | punkty | punkty | punkty | punkty | punkty | punkty | punkty | punkty | punkty | punkty |        |        |        |        |
| 2 | 15                | 6                 | 11                | 50                     | 18                     | 25                     | 2                      | 29                           | 5                            | 18                           | 9                            | 8                      | 19                  | 1               | 50                     | -                      | -                     | 8                 | 10                | 51                | 18                | 20              | 11                | 32               | 31                | 43                | 28              | 601             | 601             | 601           | 601           | 601    | 601    | 601    | 601    | 601    | 601    | 601    | 601    | 601    | 601    | 601    | 601    | 601    | 601    | 601    |        |        |        |        |
| Sezon 2014/2015 |                   |                   |                   |                        |                        |                        |                        |                              |                              |                              |                              |                        |                     |                 |                        |                        |                       |                   |                   |                   |                   |                 |                   |                  |                   |                   |                 |                 |                 |               |               |        |        |        |        |        |        |        |        |        |        |        |        |        |        |        |        |        |        |        |
| Klingenthal | Ruka              | Ruka              | Lillehammer       | Lillehammer            | Niżny Tagił            | Niżny Tagił            | Engelberg              | Engelberg                    | Oberstdorf                   | Garmisch-Partenkirchen       | Innsbruck                    | Bischofshofen          | Bad Mitterndorf     | Wisła           | Zakopane               | Sapporo                | Sapporo               | Willingen         | Willingen         | Titisee-Neustadt  | Titisee-Neustadt  | Vikersund       | Vikersund         | Lahti            | Kuopio            | Trondheim         | Oslo            | Oslo            | Planica         | Planica       | punkty        | punkty | punkty | punkty | punkty | punkty | punkty | punkty | punkty | punkty | punkty | punkty | punkty | punkty | punkty | punkty | punkty | punkty | punkty |        |
| 3 | 14                | 50                | -                 | -                      | -                      | -                      | -                      | -                            | -                            | -                            | -                            | -                      | -                   | -               | -                      | -                      | -                     | -                 | -                 | -                 | -                 | -               | -                 | 15               | 11                | q                 | 25              | 18              | -               | -             | 137           | 137    | 137    | 137    | 137    | 137    | 137    | 137    | 137    | 137    | 137    | 137    | 137    | 137    | 137    | 137    | 137    | 137    | 137    |        |
| Sezon 2015/2016 |                   |                   |                   |                        |                        |                        |                        |                              |                              |                              |                              |                        |                     |                 |                        |                        |                       |                   |                   |                   |                   |                 |                   |                  |                   |                   |                 |                 |                 |               |               |        |        |        |        |        |        |        |        |        |        |        |        |        |        |        |        |        |        |        |
| Klingenthal | Lillehammer       | Lillehammer       | Niżny Tagił       | Niżny Tagił            | Engelberg              | Engelberg              | Oberstdorf             | Garmisch-Partenkirchen       | Innsbruck                    | Bischofshofen                | Willingen                    | Zakopane               | Sapporo             | Sapporo         | Trondheim              | Vikersund              | Vikersund             | Vikersund         | Lahti             | Lahti             | Kuopio            | Ałmaty          | Ałmaty            | Wisła            | Titisee-Neustadt  | Planica           | Planica         | Planica         | punkty          | punkty        | punkty        | punkty | punkty | punkty | punkty | punkty | punkty | punkty | punkty | punkty | punkty | punkty | punkty | punkty | punkty | punkty | punkty |        |        |        |
| 6 | 20                | 7                 | 13                | 10                     | 34                     | 9                      | 15                     | 14                           | 6                            | 15                           | 5                            | 19                     | 11                  | 27              | 27                     | 45                     | q                     | q                 | 33                | 13                | 29                | 20              | 10                | 23               | 33                | -                 | -               | -               | 408             | 408           | 408           | 408    | 408    | 408    | 408    | 408    | 408    | 408    | 408    | 408    | 408    | 408    | 408    | 408    | 408    | 408    | 408    |        |        |        |
| Sezon 2016/2017 |                   |                   |                   |                        |                        |                        |                        |                              |                              |                              |                              |                        |                     |                 |                        |                        |                       |                   |                   |                   |                   |                 |                   |                  |                   |                   |                 |                 |                 |               |               |        |        |        |        |        |        |        |        |        |        |        |        |        |        |        |        |        |        |        |
| Ruka HS142 | Ruka HS142        | Klingenthal HS140 | Lillehammer HS138 | Lillehammer HS138      | Engelberg HS140        | Engelberg HS140        | Oberstdorf HS137       | Garmisch-Partenkirchen HS140 | Innsbruck HS130              | Bischofshofen HS140          | Wisła HS134                  | Wisła HS134            | Zakopane HS134      | Willingen HS145 | Oberstdorf HS225       | Oberstdorf HS225       | Sapporo HS137         | Sapporo HS137     | Pjongczang HS140  | Pjongczang HS109  | Oslo HS134        | Trondheim HS140 | Vikersund HS225   | Planica HS225    | Planica HS225     | punkty            | punkty          | punkty          | punkty          | punkty        | punkty        | punkty | punkty | punkty | punkty | punkty | punkty | punkty | punkty | punkty | punkty | punkty | punkty | punkty |        |        |        |        |        |        |
| 22 | 20                | 27                | 17                | 10                     | 15                     | 13                     | 15                     | 13                           | 13                           | 31                           | 3                            | 12                     | 2                   | 1               | 2                      | 2                      | 4                     | 2                 | 2                 | 3                 | 2                 | 3               | 18                | 2                | 2                 | 1161              | 1161            | 1161            | 1161            | 1161          | 1161          | 1161   | 1161   | 1161   | 1161   | 1161   | 1161   | 1161   | 1161   | 1161   | 1161   | 1161   | 1161   | 1161   |        |        |        |        |        |        |
| Sezon 2017/2018 |                   |                   |                   |                        |                        |                        |                        |                              |                              |                              |                              |                        |                     |                 |                        |                        |                       |                   |                   |                   |                   |                 |                   |                  |                   |                   |                 |                 |                 |               |               |        |        |        |        |        |        |        |        |        |        |        |        |        |        |        |        |        |        |        |
| Wisła HS134 | Ruka HS142        | Niżny Tagił HS134 | Niżny Tagił HS134 | Titisee-Neustadt HS142 | Engelberg HS140        | Engelberg HS140        | Oberstdorf HS137       | Garmisch-Partenkirchen HS140 | Innsbruck HS130              | Bischofshofen HS140          | Bad Mitterndorf HS235        | Zakopane HS140         | Willingen HS145     | Willingen HS145 | Lahti HS130            | Oslo HS134             | Lillehammer HS140     | Trondheim HS140   | Vikersund HS240   | Planica HS240     | Planica HS240     | punkty          | punkty            | punkty           | punkty            | punkty            | punkty          | punkty          | punkty          | punkty        | punkty        | punkty | punkty | punkty | punkty | punkty | punkty | punkty | punkty | punkty |        |        |        |        |        |        |        |        |        |        |
| 9 | 3                 | 4                 | 1                 | 2                      | 6                      | 6                      | 10                     | 11                           | 3                            | 3                            | 15                           | 2                      | 5                   | 10              | 8                      | 15                     | 13                    | 22                | 36                | q                 | 16                | 828             | 828               | 828              | 828               | 828               | 828             | 828             | 828             | 828           | 828           | 828    | 828    | 828    | 828    | 828    | 828    | 828    | 828    | 828    |        |        |        |        |        |        |        |        |        |        |
| Sezon 2018/2019 |                   |                   |                   |                        |                        |                        |                        |                              |                              |                              |                              |                        |                     |                 |                        |                        |                       |                   |                   |                   |                   |                 |                   |                  |                   |                   |                 |                 |                 |               |               |        |        |        |        |        |        |        |        |        |        |        |        |        |        |        |        |        |        |        |
| Wisła HS134 | Ruka HS142        | Ruka HS142        | Niżny Tagił HS134 | Niżny Tagił HS134      | Engelberg HS140        | Engelberg HS140        | Oberstdorf HS137       | Garmisch-Partenkirchen HS142 | Innsbruck HS130              | Bischofshofen HS142          | Predazzo HS135               | Predazzo HS135         | Zakopane HS140      | Sapporo HS137   | Sapporo HS137          | Oberstdorf HS235       | Oberstdorf HS235      | Oberstdorf HS235  | Lahti HS130       | Willingen HS145   | Willingen HS145   | Oslo HS134      | Lillehammer HS140 | Trondheim HS138  | Vikersund HS240   | Planica HS240     | Planica HS240   | punkty          | punkty          | punkty        | punkty        | punkty | punkty | punkty | punkty | punkty | punkty | punkty | punkty | punkty | punkty | punkty | punkty | punkty | punkty | punkty |        |        |        |        |
| 11 | 9                 | 2                 | 13                | 13                     | 14                     | 24                     | 39                     | 32                           | 20                           | 15                           | 26                           | 26                     | -                   | 13              | 17                     | 13                     | q                     | 31                | 32                | 19                | 19                | 34              | 14                | 37               | 11                | 26                | 20              | 371             | 371             | 371           | 371           | 371    | 371    | 371    | 371    | 371    | 371    | 371    | 371    | 371    | 371    | 371    | 371    | 371    | 371    | 371    |        |        |        |        |
| Sezon 2020/2021 |                   |                   |                   |                        |                        |                        |                        |                              |                              |                              |                              |                        |                     |                 |                        |                        |                       |                   |                   |                   |                   |                 |                   |                  |                   |                   |                 |                 |                 |               |               |        |        |        |        |        |        |        |        |        |        |        |        |        |        |        |        |        |        |        |
| Wisła HS134 | Ruka HS142        | Ruka HS142        | Niżny Tagił HS134 | Niżny Tagił HS134      | Engelberg HS140        | Engelberg HS140        | Oberstdorf HS137       | Garmisch-Partenkirchen HS142 | Innsbruck HS128              | Bischofshofen HS142          | Titisee-Neustadt HS142       | Titisee-Neustadt HS142 | Zakopane HS140      | Lahti HS130     | Willingen HS147        | Willingen HS147        | Klingenthal HS140     | Klingenthal HS140 | Zakopane HS140    | Zakopane HS140    | Râșnov HS97       | Planica HS240   | Planica HS240     | Planica HS240    | punkty            | punkty            | punkty          | punkty          | punkty          | punkty        | punkty        | punkty | punkty | punkty | punkty | punkty | punkty | punkty | punkty | punkty | punkty | punkty | punkty |        |        |        |        |        |        |        |
| 39 | 34                | 42                | 40                | 39                     | q                      | 32                     | 46                     | q                            | -                            | -                            | -                            | -                      | -                   | -               | -                      | -                      | -                     | -                 | -                 | -                 | -                 | -               | -                 | -                | 0                 | 0                 | 0               | 0               | 0               | 0             | 0             | 0      | 0      | 0      | 0      | 0      | 0      | 0      | 0      | 0      | 0      | 0      | 0      |        |        |        |        |        |        |        |
| Sezon 2021/2022 |                   |                   |                   |                        |                        |                        |                        |                              |                              |                              |                              |                        |                     |                 |                        |                        |                       |                   |                   |                   |                   |                 |                   |                  |                   |                   |                 |                 |                 |               |               |        |        |        |        |        |        |        |        |        |        |        |        |        |        |        |        |        |        |        |
| Niżny Tagił HS134 | Niżny Tagił HS134 | Ruka HS142        | Ruka HS142        | Wisła HS134            | Klingenthal HS140      | Klingenthal HS140      | Engelberg HS140        | Engelberg HS140              | Oberstdorf HS137             | Garmisch-Partenkirchen HS142 | Bischofshofen HS142          | Bischofshofen HS142    | Bischofshofen HS142 | Zakopane HS140  | Titisee-Neustadt HS142 | Titisee-Neustadt HS142 | Willingen HS147       | Willingen HS147   | Lahti HS130       | Lahti HS130       | Lillehammer HS140 | Oslo HS134      | Oslo HS134        | Oberstdorf HS235 | Oberstdorf HS235  | Planica HS240     | Planica HS240   | punkty          | punkty          | punkty        | punkty        | punkty | punkty | punkty | punkty | punkty | punkty | punkty | punkty | punkty | punkty | punkty | punkty | punkty | punkty | punkty |        |        |        |        |
| 31 | 17                | 31                | 10                | 37                     | 6                      | 21                     | 43                     | 18                           | q                            | 22                           | 15                           | 33                     | 19                  | -               | -                      | -                      | 12                    | 22                | -                 | -                 | 41                | 25              | 25                | 20               | q                 | 19                | 18              | 219             | 219             | 219           | 219           | 219    | 219    | 219    | 219    | 219    | 219    | 219    | 219    | 219    | 219    | 219    | 219    | 219    | 219    | 219    |        |        |        |        |
| Sezon 2022/2023 |                   |                   |                   |                        |                        |                        |                        |                              |                              |                              |                              |                        |                     |                 |                        |                        |                       |                   |                   |                   |                   |                 |                   |                  |                   |                   |                 |                 |                 |               |               |        |        |        |        |        |        |        |        |        |        |        |        |        |        |        |        |        |        |        |
| Wisła HS134 | Wisła HS134       | Ruka HS142        | Ruka HS142        | Titisee-Neustadt HS142 | Titisee-Neustadt HS142 | Engelberg HS140        | Engelberg HS140        | Oberstdorf HS137             | Garmisch-Partenkirchen HS142 | Innsbruck HS128              | Bischofshofen HS142          | Zakopane HS140         | Sapporo HS137       | Sapporo HS137   | Sapporo HS137          | Bad Mitterndorf HS235  | Bad Mitterndorf HS235 | Willingen HS147   | Willingen HS147   | Lake Placid HS128 | Lake Placid HS128 | Râșnov HS97     | Oslo HS134        | Oslo HS134       | Lillehammer HS140 | Lillehammer HS140 | Vikersund HS240 | Vikersund HS240 | Lahti HS130     | Planica HS240 | Planica HS240 | punkty |        |        |        |        |        |        |        |        |        |        |        |        |        |        |        |        |        |        |
| 23 | 25                | 14                | 7                 | 43                     | 27                     | 6                      | 19                     | 6                            | 8                            | 18                           | 20                           | 11                     | 8                   | 7               | 12                     | 9                      | 4                     | 10                | 11                | 1                 | 2                 | 1               | 5                 | 8                | q                 | 42                | 12              | 13              | 34              | 20            | 9             | 902    |        |        |        |        |        |        |        |        |        |        |        |        |        |        |        |        |        |        |
| Sezon 2023/2024 |                   |                   |                   |                        |                        |                        |                        |                              |                              |                              |                              |                        |                     |                 |                        |                        |                       |                   |                   |                   |                   |                 |                   |                  |                   |                   |                 |                 |                 |               |               |        |        |        |        |        |        |        |        |        |        |        |        |        |        |        |        |        |        |        |
| Ruka HS142 | Ruka HS142        | Lillehammer HS98  | Lillehammer HS140 | Klingenthal HS140      | Klingenthal HS140      | Engelberg HS140        | Engelberg HS140        | Oberstdorf HS137             | Garmisch-Partenkirchen HS142 | Innsbruck HS128              | Bischofshofen HS142          | Wisła HS134            | Zakopane HS140      | Willingen HS147 | Willingen HS147        | Lake Placid HS128      | Lake Placid HS128     | Sapporo HS137     | Sapporo HS137     | Oberstdorf HS235  | Oberstdorf HS235  | Lahti HS130     | Lahti HS130       | Oslo HS134       | Oslo HS134        | Trondheim HS105   | Trondheim HS138 | Vikersund HS240 | Vikersund HS240 | Planica HS240 | Planica HS240 | punkty | punkty | punkty | punkty | punkty | punkty | punkty | punkty | punkty | punkty | punkty | punkty | punkty | punkty | punkty | punkty | punkty | punkty | punkty |
| 4 | 3                 | 2                 | 2                 | 4                      | 3                      | 12                     | 5                      | 1                            | 3                            | 5                            | 5                            | 3                      | 2                   | 17              | 1                      | 7                      | 6                     | 3                 | 16                | 6                 | 7                 | 2               | 7                 | 20               | 8                 | 4                 | 28              | 6               | 9               | 20            | 14            | 1488   | 1488   | 1488   | 1488   | 1488   | 1488   | 1488   | 1488   | 1488   | 1488   | 1488   | 1488   | 1488   | 1488   | 1488   | 1488   | 1488   | 1488   | 1488   |
| Sezon 2024/2025 |                   |                   |                   |                        |                        |                        |                        |                              |                              |                              |                              |                        |                     |                 |                        |                        |                       |                   |                   |                   |                   |                 |                   |                  |                   |                   |                 |                 |                 |               |               |        |        |        |        |        |        |        |        |        |        |        |        |        |        |        |        |        |        |        |
| Lillehammer HS140 | Lillehammer HS140 | Ruka HS142        | Ruka HS142        | Wisła HS134            | Wisła HS134            | Titisee-Neustadt HS142 | Titisee-Neustadt HS142 | Engelberg HS140              | Engelberg HS140              | Oberstdorf HS137             | Garmisch-Partenkirchen HS142 | Innsbruck HS128        | Bischofshofen HS142 | Zakopane HS140  | Oberstdorf HS235       | Oberstdorf HS235       | Willingen HS147       | Willingen HS147   | Lake Placid HS128 | Lake Placid HS128 | Sapporo HS137     | Sapporo HS137   | Oslo HS134        | Vikersund HS240  | Vikersund HS240   | Lahti HS130       | Planica HS240   | Planica HS240   | punkty          | punkty        | punkty        | punkty | punkty | punkty | punkty | punkty | punkty | punkty | punkty | punkty | punkty | punkty | punkty | punkty | punkty | punkty | punkty |        |        |        |
| 12 | 7                 | 5                 | 1                 | 22                     | 7                      | 4                      | 14                     | 4                            | 15                           | 20                           | 10                           | 13                     | 9                   | 11              | 14                     | 19                     | 17                    | 12                | 16                | 11                | 24                | 9               | 7                 | 1                | 2                 | 6                 | 6               | 3               | 989             | 989           | 989           | 989    | 989    | 989    | 989    | 989    | 989    | 989    | 989    | 989    | 989    | 989    | 989    | 989    | 989    | 989    | 989    |        |        |        |
| Legenda |                   |                   |                   |                        |                        |                        |                        |                              |                              |                              |                              |                        |                     |                 |                        |                        |                       |                   |                   |                   |                   |                 |                   |                  |                   |                   |                 |                 |                 |               |               |        |        |        |        |        |        |        |        |        |        |        |        |        |        |        |        |        |        |        |
| 1 2 3 4-10 11-30 poniżej 30 dq – dyskwalifikacja q – dyskwalifikacja w kwalifikacjach q – zawodnik nie zakwalifikował się - – zawodnik nie wystartował |                   |                   |                   |                        |                        |                        |                        |                              |                              |                              |                              |                        |                     |                 |                        |                        |                       |                   |                   |                   |                   |                 |                   |                  |                   |                   |                 |                 |                 |               |               |        |        |        |        |        |        |        |        |        |        |        |        |        |        |        |        |        |        |        |

### Miejsca w poszczególnych konkursach drużynowychPucharu Świata
stan po zakończeniu sezonu 2024/2025
| Źródło                                                                          | Źródło          | Źródło          | Źródło                         | Źródło                         | Źródło                  | Źródło                    | Źródło                    | Źródło              | Źródło        |
| ------------------------------------------------------------------------------- | --------------- | --------------- | ------------------------------ | ------------------------------ | ----------------------- | ------------------------- | ------------------------- | ------------------- | ------------- |
| Sezon 2012/2013                                                                 | Sezon 2012/2013 | Sezon 2012/2013 | Lillehammer HS 100 (mikst)     | Ruka HS142                     | Zakopane HS134          | Willingen HS145           | Oberstdorf HS213          | Lahti HS130         | Planica HS215 |
| Sezon 2012/2013                                                                 | Sezon 2012/2013 | Sezon 2012/2013 | -                              | 1                              | 4                       | 3                         | -                         | -                   | 6             |
| Sezon 2013/2014                                                                 | Sezon 2013/2014 | Sezon 2013/2014 | Sezon 2013/2014                | Sezon 2013/2014                | Klingenthal HS140       | Lillehammer HS100 (mikst) | Zakopane HS134            | Lahti HS130         | Planica HS139 |
| Sezon 2013/2014                                                                 | Sezon 2013/2014 | Sezon 2013/2014 | Sezon 2013/2014                | Sezon 2013/2014                | 2                       | -                         | 2                         | 2                   | -             |
| Sezon 2014/2015                                                                 | Sezon 2014/2015 | Sezon 2014/2015 | Sezon 2014/2015                | Sezon 2014/2015                | Klingenthal HS140       | Zakopane HS134            | Willingen HS145           | Lahti HS130         | Planica HS225 |
| Sezon 2014/2015                                                                 | Sezon 2014/2015 | Sezon 2014/2015 | Sezon 2014/2015                | Sezon 2014/2015                | 1                       | -                         | -                         | -                   | -             |
| Sezon 2015/2016                                                                 | Sezon 2015/2016 | Sezon 2015/2016 | Sezon 2015/2016                | Klingenthal HS140              | Willingen HS145         | Zakopane HS134            | Oslo HS134                | Kuopio HS127        | Planica HS225 |
| Sezon 2015/2016                                                                 | Sezon 2015/2016 | Sezon 2015/2016 | Sezon 2015/2016                | 1                              | 1                       | 4                         | 4                         | 2                   | -             |
| Sezon 2016/2017                                                                 | Sezon 2016/2017 | Sezon 2016/2017 | Sezon 2016/2017                | Klingenthal HS140              | Zakopane HS134          | Willingen HS145           | Oslo HS134                | Vikersund HS225     | Planica HS225 |
| Sezon 2016/2017                                                                 | Sezon 2016/2017 | Sezon 2016/2017 | Sezon 2016/2017                | 2                              | 1                       | 3                         | 2                         | 5                   | 2             |
| Sezon 2017/2018                                                                 | Sezon 2017/2018 | Wisła HS134     | Ruka HS142                     | Titisee-Neustadt HS142         | Zakopane HS140          | Lahti HS130               | Oslo HS134                | Vikersund HS240     | Planica HS240 |
| Sezon 2017/2018                                                                 | Sezon 2017/2018 | 4               | 2                              | 3                              | 2                       | 1                         | 4                         | 4                   | 2             |
| Sezon 2018/2019                                                                 | Sezon 2018/2019 | Sezon 2018/2019 | Wisła HS134                    | Zakopane HS140                 | Lahti HS130             | Willingen HS145           | Oslo HS134                | Vikersund HS240     | Planica HS240 |
| Sezon 2018/2019                                                                 | Sezon 2018/2019 | Sezon 2018/2019 | -                              | -                              | 2                       | -                         | -                         | -                   | -             |
| Sezon 2021/2022                                                                 | Sezon 2021/2022 | Sezon 2021/2022 | Wisła HS134                    | Bischofshofen HS142            | Zakopane HS140          | Willingen HS147 (mikst)   | Lahti HS130               | Oslo HS134 (mikst)  | Planica HS240 |
| Sezon 2021/2022                                                                 | Sezon 2021/2022 | Sezon 2021/2022 | -                              | 6                              | -                       | -                         | -                         | -                   | 5             |
| Sezon 2022/2023                                                                 | Sezon 2022/2023 | Sezon 2022/2023 | Titisee-Neustadt HS142 (mikst) | Zakopane HS140                 | Willingen HS147 (mikst) | Lake Placid HS128 (duety) | Râșnov HS97 (duety)       | Lahti HS130         | Planica HS240 |
| Sezon 2022/2023                                                                 | Sezon 2022/2023 | Sezon 2022/2023 | -                              | 3                              | 3                       | 4                         | 1                         | 5                   | 5             |
| Sezon 2023/2024                                                                 | Sezon 2023/2024 | Sezon 2023/2024 | Sezon 2023/2024                | Wisła HS134 (duety)            | Zakopane HS140          | Lake Placid HS128 (duety) | Oberstdorf HS235 (duety)  | Lahti HS130         | Planica HS240 |
| Sezon 2023/2024                                                                 | Sezon 2023/2024 | Sezon 2023/2024 | Sezon 2023/2024                | 3                              | 3                       | 2                         | 6                         | 3                   | 6             |
| Sezon 2024/2025                                                                 | Sezon 2024/2025 | Sezon 2024/2025 | Lillehammer HS140 (mikst)      | Titisee-Neustadt HS142 (duety) | Zakopane HS140          | Willingen HS147 (mikst)   | Lake Placid HS128 (mikst) | Lahti HS130 (duety) | Planica HS240 |
| Sezon 2024/2025                                                                 | Sezon 2024/2025 | Sezon 2024/2025 | 1                              | 1                              | 4                       | 3                         | 1                         | 4                   | 2             |
| Legenda                                                                         |                 |                 |                                |                                |                         |                           |                           |                     |               |
| 1 2 3 4-8 poniżej 8 (Duety: 1 2 3 4-12 poniżej 12) - – zawodnik nie wystartował |                 |                 |                                |                                |                         |                           |                           |                     |               |

### Puchar Świata w lotach

#### Miejsca w klasyfikacji generalnej
| Sezon     | Miejsce |
| --------- | ------- |
| 2012/2013 | 45.     |
| 2013/2014 | 12.     |
| 2016/2017 | 2.      |
| 2017/2018 | 26.     |
| 2018/2019 | 22.     |
| 2021/2022 | 25.     |
| 2022/2023 | 9.      |
| 2023/2024 | 7.      |
| 2024/2025 | 3.      |

### Turniej Czterech Skoczni

#### Miejsca w klasyfikacji generalnej
| Sezon     | Miejsce |
| --------- | ------- |
| 2012/2013 | 9.      |
| 2013/2014 | 10.     |
| 2015/2016 | 12.     |
| 2016/2017 | 22.     |
| 2017/2018 | 2.      |
| 2018/2019 | 31.     |
| 2020/2021 | 62.     |
| 2021/2022 | 31.     |
| 2022/2023 | 11.     |
| 2023/2024 | 2.      |
| 2024/2025 | 11.     |

### Raw Air

#### Miejsca w klasyfikacji generalnej
| Sezon | Miejsce |
| ----- | ------- |
| 2017  | 3.      |
| 2018  | 19.     |
| 2019  | 33.     |
| 2022  | 29.     |
| 2023  | 22.     |
| 2024  | 6.      |
| 2025  | 1.      |

### Willingen Five

#### Miejsca w klasyfikacji generalnej
| Sezon | Miejsce |
| ----- | ------- |
| 2018  | 5.      |
| 2019  | 19.     |

### Planica 7

#### Miejsca w klasyfikacji generalnej
| Sezon | Miejsce |
| ----- | ------- |
| 2018  | 24.     |
| 2019  | 25.     |
| 2022  | 17.     |
| 2023  | 17.     |
| 2024  | 15.     |
| 2025  | 3.      |

## Letnie Grand Prix

### Miejsca w klasyfikacji generalnej
| Sezon | Miejsce |
| ----- | ------- |
| 2012  | 72.     |
| 2013  | 1.      |
| 2014  | 18.     |
| 2015  | 12.     |
| 2016  | 2.      |
| 2017  | 16.     |
| 2018  | 58.     |
| 2021  | 21.     |
| 2022  | 6.      |
| 2023  | 6.      |
| 2024  | 6.      |

### Zwycięstwa w konkursach indywidualnych LGP chronologicznie
| Lp. | Dzień          | Rok  | Miejscowość  | Skocznia          | Punkt K | HS     | Skok 1  | Skok 2  | Nota      |
| --- | -------------- | ---- | ------------ | ----------------- | ------- | ------ | ------- | ------- | --------- |
| 1.  | 3 sierpnia     | 2013 | Wisła        | im. Adama Małysza | K-120   | HS-134 | 132,5 m | 132,5 m | 281,8 pkt |
| 2.  | 15 sierpnia    | 2013 | Courchevel   | Tremplin du Praz  | K-120   | HS-132 | 131,5 m | 131,5 m | 310,4 pkt |
| 3.  | 3 października | 2013 | Klingenthal  | Vogtland Arena    | K-125   | HS-140 | 135,5 m | 133,0 m | 261,9 pkt |
| 4.  | 30 lipca       | 2016 | Hinterzarten | Adlerschanze      | K-95    | HS-108 | 99,5 m  | 103,5 m | 269,4 pkt |
| 5.  | 30 września    | 2023 | Hinzenbach   | Aigner-Schanze    | K-85    | HS-90  | 92,0 m  | 90,5 m  | 262,9 pkt |
| 6.  | 29 września    | 2024 | Hinzenbach   | Aigner-Schanze    | K-85    | HS-90  | 92,0 m  | 87,0 m  | 247,5 pkt |

### Miejsca na podium w konkursach indywidualnych LGP chronologicznie

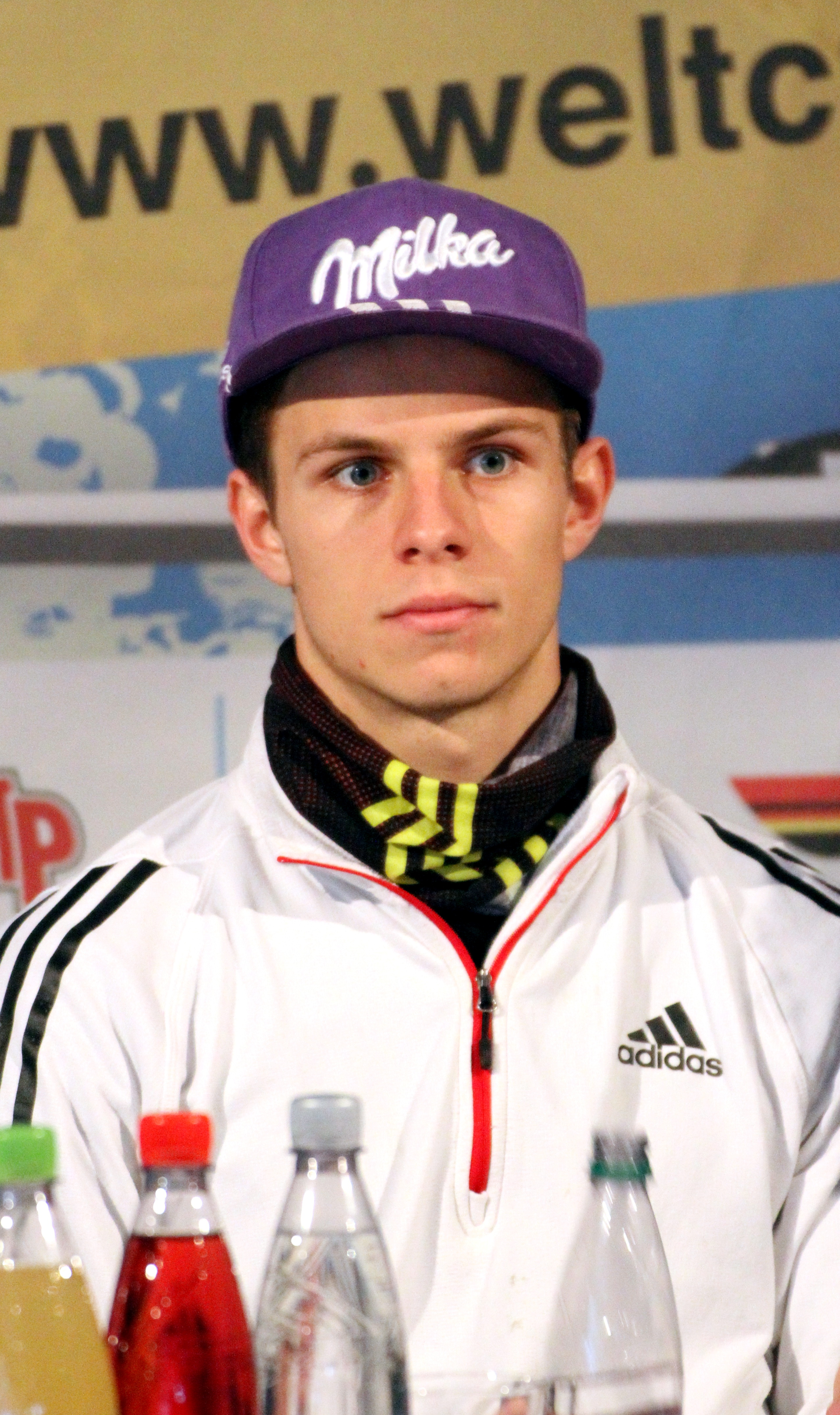
Andreas Wellinger podczas konferencji prasowej po zajęciu 2. miejsca w konkursie LGP w Klingenthal (2017)

| Lp. | Dzień          | Rok  | Miejscowość  | Skocznia               | Punkt K | HS     | Skok 1  | Skok 2  | Nota      | Lok. | Strata   | Zwycięzca         |
| --- | -------------- | ---- | ------------ | ---------------------- | ------- | ------ | ------- | ------- | --------- | ---- | -------- | ----------------- |
| 1.  | 28 lipca       | 2013 | Hinterzarten | Adlerschanze           | K-95    | HS-108 | 105,0 m | 104,5 m | 244,9 pkt | 2.   | 2,0 pkt  | Richard Freitag   |
| 2.  | 3 sierpnia     | 2013 | Wisła        | im. Adama Małysza      | K-120   | HS-134 | 132,5 m | 132,5 m | 281,8 pkt | 1.   | –        | –                 |
| 3.  | 15 sierpnia    | 2013 | Courchevel   | Tremplin du Praz       | K-120   | HS-132 | 131,5 m | 131,5 m | 310,4 pkt | 1.   | –        | –                 |
| 4.  | 17 sierpnia    | 2013 | Einsiedeln   | Andreas Küttel-Schanze | K-105   | HS-117 | 114,5 m | 114,0 m | 259,4 pkt | 3.   | 4,3 pkt  | Kamil Stoch       |
| 5.  | 3 października | 2013 | Klingenthal  | Vogtland Arena         | K-125   | HS-140 | 135,5 m | 133,0 m | 261,9 pkt | 1.   | –        | –                 |
| 6.  | 26 lipca       | 2014 | Wisła        | im. Adama Małysza      | K-120   | HS-134 | 130,5 m | 131,5 m | 392,0 pkt | 3.   | 23,2 pkt | Peter Prevc       |
| 7.  | 23 lipca       | 2016 | Wisła        | im. Adama Małysza      | K-120   | HS-134 | 126,0 m | 125,0 m | 241,8 pkt | 3.   | 8,5 pkt  | Maciej Kot        |
| 8.  | 30 lipca       | 2016 | Hinterzarten | Adlerschanze           | K-95    | HS-108 | 99,5 m  | 103,5 m | 269,4 pkt | 1.   | –        | –                 |
| 9.  | 27 sierpnia    | 2016 | Hakuba       | Olimpijska             | K-120   | HS-131 | 122,0 m | 127,5 m | 239,3 pkt | 3.   | 18,3 pkt | Anders Fannemel   |
| 10. | 3 października | 2017 | Klingenthal  | Vogtland Arena         | K-125   | HS-140 | 141,0 m | 127,5 m | 256,0 pkt | 2.   | 6,4 pkt  | Dawid Kubacki     |
| 11. | 30 września    | 2023 | Hinzenbach   | Aigner-Schanze         | K-85    | HS-90  | 92,0 m  | 90,5 m  | 262,9 pkt | 1.   | –        | –                 |
| 12. | 28 września    | 2024 | Hinzenbach   | Aigner-Schanze         | K-85    | HS-90  | 90,5 m  | 88,0 m  | 256,8 pkt | 2.   | 13,6 pkt | Daniel Tschofenig |
| 13. | 29 września    | 2024 | Hinzenbach   | Aigner-Schanze         | K-85    | HS-90  | 92,0 m  | 87,0 m  | 247,5 pkt | 1.   | –        | –                 |

### Miejsca w poszczególnych konkursach indywidualnychLGP
stan po zakończeniu LGP 2024
| Źródło | Źródło             | Źródło             | Źródło           | Źródło           | Źródło            | Źródło            | Źródło            | Źródło            | Źródło            | Źródło            | Źródło | Źródło | Źródło | Źródło | Źródło | Źródło | Źródło | Źródło | Źródło | Źródło | Źródło | Źródło | Źródło | Źródło | Źródło | Źródło |
| --- | ------------------ | ------------------ | ---------------- | ---------------- | ----------------- | ----------------- | ----------------- | ----------------- | ----------------- | ----------------- | ------ | ------ | ------ | ------ | ------ | ------ | ------ | ------ | ------ | ------ | ------ | ------ | ------ | ------ | ------ | ------ |
| 2012 |                    |                    |                  |                  |                   |                   |                   |                   |                   |                   |        |        |        |        |        |        |        |        |        |        |        |        |        |        |        |        |
| Wisła HS134 | Courchevel HS132   | Hinterzarten HS108 | Hakuba HS131     | Hakuba HS131     | Ałmaty HS140      | Ałmaty HS140      | Hinzenbach HS94   | Klingenthal HS140 | punkty            | punkty            | punkty | punkty | punkty | punkty | punkty | punkty | punkty |        |        |        |        |        |        |        |        |        |
| - | -                  | -                  | 29               | 26               | -                 | -                 | -                 | 30                | 8                 | 8                 | 8      | 8      | 8      | 8      | 8      | 8      | 8      |        |        |        |        |        |        |        |        |        |
| 2013 |                    |                    |                  |                  |                   |                   |                   |                   |                   |                   |        |        |        |        |        |        |        |        |        |        |        |        |        |        |        |        |
| Hinterzarten HS108 | Wisła HS134        | Courchevel HS132   | Einsiedeln HS117 | Hakuba HS131     | Hakuba HS131      | Niżny Tagił HS134 | Niżny Tagił HS134 | Ałmaty HS140      | Ałmaty HS140      | Klingenthal HS140 | punkty |        |        |        |        |        |        |        |        |        |        |        |        |        |        |        |
| 2 | 1                  | 1                  | 3                | -                | -                 | -                 | -                 | -                 | -                 | 1                 | 440    |        |        |        |        |        |        |        |        |        |        |        |        |        |        |        |
| 2014 |                    |                    |                  |                  |                   |                   |                   |                   |                   |                   |        |        |        |        |        |        |        |        |        |        |        |        |        |        |        |        |
| Wisła HS134 | Einsiedeln HS117   | Courchevel HS132   | Hakuba HS131     | Hakuba HS131     | Ałmaty HS140      | Ałmaty HS140      | Hinzenbach HS94   | Klingenthal HS140 | punkty            | punkty            | punkty | punkty | punkty | punkty | punkty | punkty | punkty |        |        |        |        |        |        |        |        |        |
| 3 | -                  | 6                  | -                | -                | -                 | -                 | q                 | 15                | 116               | 116               | 116    | 116    | 116    | 116    | 116    | 116    | 116    |        |        |        |        |        |        |        |        |        |
| 2015 |                    |                    |                  |                  |                   |                   |                   |                   |                   |                   |        |        |        |        |        |        |        |        |        |        |        |        |        |        |        |        |
| Wisła HS134 | Hinterzarten HS108 | Courchevel HS132   | Einsiedeln HS117 | Hakuba HS131     | Hakuba HS131      | Czajkowskij HS106 | Czajkowskij HS140 | Ałmaty HS140      | Ałmaty HS140      | Hinzenbach HS94   | punkty |        |        |        |        |        |        |        |        |        |        |        |        |        |        |        |
| 6 | 5                  | 17                 | 7                | -                | -                 | -                 | -                 | -                 | -                 | 4                 | 185    |        |        |        |        |        |        |        |        |        |        |        |        |        |        |        |
| 2016 |                    |                    |                  |                  |                   |                   |                   |                   |                   |                   |        |        |        |        |        |        |        |        |        |        |        |        |        |        |        |        |
| Courchevel HS132 | Wisła HS134        | Hinterzarten HS108 | Einsiedeln HS117 | Hakuba HS131     | Hakuba HS131      | Czajkowskij HS140 | Czajkowskij HS140 | Hinzenbach HS94   | Klingenthal HS140 | punkty            | punkty | punkty | punkty | punkty | punkty | punkty | punkty | punkty |        |        |        |        |        |        |        |        |
| 7 | 3                  | 1                  | -                | 3                | 9                 | -                 | -                 | 4                 | 15                | 351               | 351    | 351    | 351    | 351    | 351    | 351    | 351    | 351    |        |        |        |        |        |        |        |        |
| 2017 |                    |                    |                  |                  |                   |                   |                   |                   |                   |                   |        |        |        |        |        |        |        |        |        |        |        |        |        |        |        |        |
| Wisła HS134 | Hinterzarten HS108 | Courchevel HS132   | Hakuba HS131     | Hakuba HS131     | Czajkowskij HS140 | Czajkowskij HS140 | Hinzenbach HS94   | Klingenthal HS140 | punkty            | punkty            | punkty | punkty | punkty | punkty | punkty | punkty | punkty |        |        |        |        |        |        |        |        |        |
| 19 | -                  | -                  | -                | -                | -                 | -                 | 4                 | 2                 | 142               | 142               | 142    | 142    | 142    | 142    | 142    | 142    | 142    |        |        |        |        |        |        |        |        |        |
| 2018 |                    |                    |                  |                  |                   |                   |                   |                   |                   |                   |        |        |        |        |        |        |        |        |        |        |        |        |        |        |        |        |
| Wisła HS134 | Hinterzarten HS108 | Einsiedeln HS117   | Courchevel HS135 | Hakuba HS131     | Hakuba HS131      | Râșnov HS97       | Râșnov HS97       | Hinzenbach HS94   | punkty            | punkty            | punkty | punkty | punkty | punkty | punkty | punkty | punkty |        |        |        |        |        |        |        |        |        |
| 27 | -                  | 22                 | 26               | -                | -                 | -                 | -                 | 41                | 18                | 18                | 18     | 18     | 18     | 18     | 18     | 18     | 18     |        |        |        |        |        |        |        |        |        |
| 2021 |                    |                    |                  |                  |                   |                   |                   |                   |                   |                   |        |        |        |        |        |        |        |        |        |        |        |        |        |        |        |        |
| Wisła HS134 | Wisła HS134        | Courchevel HS135   | Szczuczyńsk HS99 | Szczuczyńsk HS99 | Czajkowskij HS140 | Hinzenbach HS90   | Klingenthal HS140 | punkty            | punkty            | punkty            | punkty | punkty | punkty | punkty | punkty | punkty |        |        |        |        |        |        |        |        |        |        |
| 23 | 21                 | 13                 | -                | -                | -                 | 5                 | 19                | 95                | 95                | 95                | 95     | 95     | 95     | 95     | 95     | 95     |        |        |        |        |        |        |        |        |        |        |
| 2022 |                    |                    |                  |                  |                   |                   |                   |                   |                   |                   |        |        |        |        |        |        |        |        |        |        |        |        |        |        |        |        |
| Wisła HS134 | Wisła HS134        | Courchevel HS135   | Râșnov HS97      | Hinzenbach HS90  | Klingenthal HS140 | punkty            | punkty            | punkty            | punkty            | punkty            | punkty | punkty | punkty | punkty |        |        |        |        |        |        |        |        |        |        |        |        |
| 13 | 4                  | -                  | -                | 4                | 5                 | 165               | 165               | 165               | 165               | 165               | 165    | 165    | 165    | 165    |        |        |        |        |        |        |        |        |        |        |        |        |
| 2023 |                    |                    |                  |                  |                   |                   |                   |                   |                   |                   |        |        |        |        |        |        |        |        |        |        |        |        |        |        |        |        |
| Courchevel HS132 | Courchevel HS132   | Szczyrk HS104      | Szczyrk HS104    | Râșnov HS97      | Râșnov HS97       | Hinzenbach HS90   | Hinzenbach HS90   | Klingenthal HS140 | punkty            | punkty            | punkty | punkty | punkty | punkty | punkty | punkty | punkty |        |        |        |        |        |        |        |        |        |
| - | -                  | -                  | -                | -                | -                 | 1                 | 4                 | 8                 | 182               | 182               | 182    | 182    | 182    | 182    | 182    | 182    | 182    |        |        |        |        |        |        |        |        |        |
| 2024 |                    |                    |                  |                  |                   |                   |                   |                   |                   |                   |        |        |        |        |        |        |        |        |        |        |        |        |        |        |        |        |
| Courchevel HS132 | Courchevel HS132   | Wisła HS134        | Wisła HS134      | Râșnov HS97      | Râșnov HS97       | Hinzenbach HS90   | Hinzenbach HS90   | Klingenthal HS140 | punkty            | punkty            | punkty | punkty | punkty | punkty | punkty | punkty | punkty |        |        |        |        |        |        |        |        |        |
| - | -                  | -                  | -                | -                | -                 | 2                 | 1                 | 8                 | 212               | 212               | 212    | 212    | 212    | 212    | 212    | 212    | 212    |        |        |        |        |        |        |        |        |        |
| Legenda |                    |                    |                  |                  |                   |                   |                   |                   |                   |                   |        |        |        |        |        |        |        |        |        |        |        |        |        |        |        |        |
| 1 2 3 4-10 11-30 poniżej 30 dq – dyskwalifikacja q – dyskwalifikacja w kwalifikacjach q – zawodnik nie zakwalifikował się - – zawodnik nie wystartował |                    |                    |                  |                  |                   |                   |                   |                   |                   |                   |        |        |        |        |        |        |        |        |        |        |        |        |        |        |        |        |

### Miejsca w poszczególnych konkursach drużynowychLGP
stan po zakończeniu LGP 2024
| Źródło                              | Źródło | Źródło | Źródło | Źródło | Źródło | Źródło | Źródło                     | Źródło              | Źródło                    |
| ----------------------------------- | ------ | ------ | ------ | ------ | ------ | ------ | -------------------------- | ------------------- | ------------------------- |
| 2013                                | 2013   | 2013   | 2013   | 2013   | 2013   | 2013   | Hinterzarten HS108 (mikst) | Wisła HS134         | Courchevel HS132 (mikst)  |
| 2013                                | 2013   | 2013   | 2013   | 2013   | 2013   | 2013   | -                          | 2                   | 1                         |
| 2014                                | 2014   | 2014   | 2014   | 2014   | 2014   | 2014   | 2014                       | 2014                | Wisła HS134               |
| 2014                                | 2014   | 2014   | 2014   | 2014   | 2014   | 2014   | 2014                       | 2014                | 5                         |
| 2015                                | 2015   | 2015   | 2015   | 2015   | 2015   | 2015   | 2015                       | Wisła HS134         | Hinterzarten HS108        |
| 2015                                | 2015   | 2015   | 2015   | 2015   | 2015   | 2015   | 2015                       | 2                   | 1                         |
| 2016                                | 2016   | 2016   | 2016   | 2016   | 2016   | 2016   | 2016                       | 2016                | Wisła HS134               |
| 2016                                | 2016   | 2016   | 2016   | 2016   | 2016   | 2016   | 2016                       | 2016                | 3                         |
| 2017                                | 2017   | 2017   | 2017   | 2017   | 2017   | 2017   | 2017                       | 2017                | Wisła HS134               |
| 2017                                | 2017   | 2017   | 2017   | 2017   | 2017   | 2017   | 2017                       | 2017                | 3                         |
| 2018                                | 2018   | 2018   | 2018   | 2018   | 2018   | 2018   | 2018                       | Wisła HS134         | Czajkowskij HS140 (mikst) |
| 2018                                | 2018   | 2018   | 2018   | 2018   | 2018   | 2018   | 2018                       | 2                   | -                         |
| 2022                                | 2022   | 2022   | 2022   | 2022   | 2022   | 2022   | Râșnov HS97 (duety)        | Râșnov HS97 (mikst) | Klingenthal HS140 (mikst) |
| 2022                                | 2022   | 2022   | 2022   | 2022   | 2022   | 2022   | -                          | -                   | 2                         |
| 2023                                | 2023   | 2023   | 2023   | 2023   | 2023   | 2023   | 2023                       | 2023                | Klingenthal HS140 (mikst) |
| 2023                                | 2023   | 2023   | 2023   | 2023   | 2023   | 2023   | 2023                       | 2023                | 1                         |
| 2024                                | 2024   | 2024   | 2024   | 2024   | 2024   | 2024   | 2024                       | 2024                | Klingenthal HS140 (mikst) |
| 2024                                | 2024   | 2024   | 2024   | 2024   | 2024   | 2024   | 2024                       | 2024                | 1                         |
| Legenda                             |        |        |        |        |        |        |                            |                     |                           |
| 1 2 3 4-8 poniżej 8 - – brak startu |        |        |        |        |        |        |                            |                     |                           |

## Puchar Kontynentalny

### Miejsca w klasyfikacji generalnej
| Sezon     | Miejsce |
| --------- | ------- |
| 2011/2012 | 108.    |
| 2021/2022 | 46.     |

### Miejsca w poszczególnych konkursachPucharu Kontynentalnego
stan po zakończeniu sezonu 2024/2025
| Sezon 2011/2012                                                               |                   |                 |                 |                 |                 |                 |                 |                        |                        |                 |                   |                     |                     |                     |                  |                  |                     |                   |               |               |             |             |                |                |                |              |        |        |        |        |        |        |        |        |        |        |        |        |        |        |        |        |        |        |        |        |        |        |        |        |        |        |        |        |        |        |        |        |        |        |        |        |        |        |        |
| Rovaniemi HS100                                                               | Rovaniemi HS100   | Ałmaty HS140    | Ałmaty HS140    | Erzurum HS109   | Erzurum HS140   | Engelberg HS137 | Engelberg HS137 | Titisee-Neustadt HS142 | Titisee-Neustadt HS142 | Sapporo HS100   | Sapporo HS134     | Sapporo HS134       | Bischofshofen HS140 | Bischofshofen HS140 | Brotterode HS117 | Brotterode HS117 | Iron Mountain HS133 | Oslo HS106        | Oslo HS106    | Oslo HS106    | Wisła HS134 | Wisła HS134 | Predazzo HS134 | Predazzo HS134 | Kuopio HS127   | Kuopio HS127 | punkty |        |        |        |        |        |        |        |        |        |        |        |        |        |        |        |        |        |        |        |        |        |        |        |        |        |        |        |        |        |        |        |        |        |        |        |        |        |        |
| -                                                                             | -                 | -               | -               | -               | -               | -               | -               | -                      | -                      | -               | -                 | -                   | -                   | -                   | -                | -                | -                   | 34                | dq            | 21            | -           | -           | -              | -              | -              | -            | 10     |        |        |        |        |        |        |        |        |        |        |        |        |        |        |        |        |        |        |        |        |        |        |        |        |        |        |        |        |        |        |        |        |        |        |        |        |        |        |
| Sezon 2020/2021                                                               |                   |                 |                 |                 |                 |                 |                 |                        |                        |                 |                   |                     |                     |                     |                  |                  |                     |                   |               |               |             |             |                |                |                |              |        |        |        |        |        |        |        |        |        |        |        |        |        |        |        |        |        |        |        |        |        |        |        |        |        |        |        |        |        |        |        |        |        |        |        |        |        |        |        |
| Ruka HS142                                                                    | Ruka HS142        | Ruka HS142      | Engelberg HS140 | Engelberg HS140 | Innsbruck HS128 | Innsbruck HS128 | Willingen HS147 | Willingen HS147        | Willingen HS147        | Willingen HS147 | Klingenthal HS140 | Klingenthal HS140   | Brotterode HS117    | Brotterode HS117    | Zakopane HS140   | Zakopane HS140   | Czajkowskij HS140   | Czajkowskij HS140 | punkty        | punkty        | punkty      | punkty      | punkty         | punkty         | punkty         | punkty       | punkty | punkty | punkty | punkty | punkty | punkty | punkty | punkty | punkty | punkty | punkty | punkty | punkty | punkty | punkty | punkty | punkty | punkty | punkty | punkty | punkty | punkty | punkty | punkty | punkty | punkty | punkty | punkty | punkty | punkty | punkty | punkty |        |        |        |        |        |        |        |
| -                                                                             | -                 | -               | -               | -               | 50              | 42              | -               | -                      | -                      | -               | -                 | -                   | -                   | -                   | -                | -                | -                   | -                 | 0             | 0             | 0           | 0           | 0              | 0              | 0              | 0            | 0      | 0      | 0      | 0      | 0      | 0      | 0      | 0      | 0      | 0      | 0      | 0      | 0      | 0      | 0      | 0      | 0      | 0      | 0      | 0      | 0      | 0      | 0      | 0      | 0      | 0      | 0      | 0      | 0      | 0      | 0      | 0      |        |        |        |        |        |        |        |
| Sezon 2021/2022                                                               |                   |                 |                 |                 |                 |                 |                 |                        |                        |                 |                   |                     |                     |                     |                  |                  |                     |                   |               |               |             |             |                |                |                |              |        |        |        |        |        |        |        |        |        |        |        |        |        |        |        |        |        |        |        |        |        |        |        |        |        |        |        |        |        |        |        |        |        |        |        |        |        |        |        |
| Zhangjiakou HS140                                                             | Zhangjiakou HS140 | Vikersund HS117 | Vikersund HS117 | Ruka HS142      | Ruka HS142      | Engelberg HS140 | Engelberg HS140 | Oberstdorf HS137       | Oberstdorf HS137       | Innsbruck HS128 | Innsbruck HS128   | Iron Mountain HS133 | Iron Mountain HS133 | Iron Mountain HS133 | Brotterode HS117 | Brotterode HS117 | Rena HS139          | Rena HS139        | Planica HS138 | Planica HS138 | Lahti HS130 | Lahti HS130 | Zakopane HS140 | Zakopane HS140 | Zakopane HS140 | punkty       | punkty | punkty | punkty | punkty | punkty | punkty | punkty | punkty | punkty | punkty | punkty | punkty | punkty | punkty | punkty | punkty | punkty | punkty | punkty | punkty | punkty | punkty | punkty | punkty | punkty | punkty | punkty | punkty | punkty | punkty | punkty | punkty | punkty | punkty | punkty | punkty | punkty | punkty | punkty |
| -                                                                             | -                 | -               | -               | -               | -               | -               | -               | -                      | -                      | -               | -                 | -                   | -                   | -                   | -                | -                | 11                  | 7                 | 15            | 6             | -           | -           | -              | -              | -              | 116          | 116    | 116    | 116    | 116    | 116    | 116    | 116    | 116    | 116    | 116    | 116    | 116    | 116    | 116    | 116    | 116    | 116    | 116    | 116    | 116    | 116    | 116    | 116    | 116    | 116    | 116    | 116    | 116    | 116    | 116    | 116    | 116    | 116    | 116    | 116    | 116    | 116    | 116    | 116    |
| Legenda                                                                       |                   |                 |                 |                 |                 |                 |                 |                        |                        |                 |                   |                     |                     |                     |                  |                  |                     |                   |               |               |             |             |                |                |                |              |        |        |        |        |        |        |        |        |        |        |        |        |        |        |        |        |        |        |        |        |        |        |        |        |        |        |        |        |        |        |        |        |        |        |        |        |        |        |        |
| 1 2 3 4-10 11-30 poniżej 30 dq – dyskwalifikacja - – zawodnik nie wystartował |                   |                 |                 |                 |                 |                 |                 |                        |                        |                 |                   |                     |                     |                     |                  |                  |                     |                   |               |               |             |             |                |                |                |              |        |        |        |        |        |        |        |        |        |        |        |        |        |        |        |        |        |        |        |        |        |        |        |        |        |        |        |        |        |        |        |        |        |        |        |        |        |        |        |

## Letni Puchar Kontynentalny

### Miejsca w klasyfikacji generalnej
| Sezon | Miejsce |
| ----- | ------- |
| 2012  | 7.      |

### Zwycięstwa w konkursach indywidualnych LPK chronologicznie
| Lp. | Dzień      | Rok  | Miejscowość | Skocznia       | Punkt K | HS     | Skok 1  | Skok 2  | Nota      |
| --- | ---------- | ---- | ----------- | -------------- | ------- | ------ | ------- | ------- | --------- |
| 1.  | 8 września | 2012 | Lillehammer | Lysgårdsbakken | K-123   | HS-138 | 121,5 m | 130,5 m | 236,3 pkt |

### Miejsca na podium w konkursach indywidualnych LPK chronologicznie
| Lp. | Dzień       | Rok  | Miejscowość | Skocznia       | Punkt K | HS     | Skok 1  | Skok 2  | Nota      | Lok. | Strata   | Zwycięzca    |
| --- | ----------- | ---- | ----------- | -------------- | ------- | ------ | ------- | ------- | --------- | ---- | -------- | ------------ |
| 1.  | 10 sierpnia | 2012 | Kuopio      | Puijo          | K-120   | HS-127 | 124,5 m | 123,0 m | 236,0 pkt | 2.   | 4,9 pkt  | Tomaž Naglič |
| 2.  | 11 sierpnia | 2012 | Kuopio      | Puijo          | K-120   | HS-127 | 128,0 m | 114,0 m | 228,1 pkt | 3.   | 20,4 pkt | Jan Matura   |
| 3.  | 8 września  | 2012 | Lillehammer | Lysgårdsbakken | K-123   | HS-138 | 121,5 m | 130,5 m | 236,3 pkt | 1.   | –        | –            |

### Miejsca w poszczególnych konkursachLetniego Pucharu Kontynentalnego
stan po zakończeniu LPK 2024
| Źródło                                                                        | Źródło      | Źródło      | Źródło      | Źródło                | Źródło                | Źródło       | Źródło       | Źródło            | Źródło            | Źródło            | Źródło            | Źródło            | Źródło            | Źródło | Źródło | Źródło | Źródło | Źródło | Źródło | Źródło | Źródło | Źródło | Źródło | Źródło | Źródło | Źródło |
| ----------------------------------------------------------------------------- | ----------- | ----------- | ----------- | --------------------- | --------------------- | ------------ | ------------ | ----------------- | ----------------- | ----------------- | ----------------- | ----------------- | ----------------- | ------ | ------ | ------ | ------ | ------ | ------ | ------ | ------ | ------ | ------ | ------ | ------ | ------ |
| 2012                                                                          |             |             |             |                       |                       |              |              |                   |                   |                   |                   |                   |                   |        |        |        |        |        |        |        |        |        |        |        |        |        |
| Stams HS115                                                                   | Stams HS115 | Kranj HS109 | Kranj HS109 | Krasnaja Polana HS140 | Krasnaja Polana HS140 | Kuopio HS127 | Kuopio HS127 | Lillehammer HS138 | Lillehammer HS138 | Czajkowskij HS140 | Czajkowskij HS140 | Klingenthal HS140 | Klingenthal HS140 | punkty |        |        |        |        |        |        |        |        |        |        |        |        |
| -                                                                             | -           | -           | -           | -                     | -                     | 2            | 3            | 1                 | 10                | -                 | -                 | 19                | 7                 | 314    |        |        |        |        |        |        |        |        |        |        |        |        |
| Legenda                                                                       |             |             |             |                       |                       |              |              |                   |                   |                   |                   |                   |                   |        |        |        |        |        |        |        |        |        |        |        |        |        |
| 1 2 3 4-10 11-30 poniżej 30 dq – dyskwalifikacja - − zawodnik nie wystartował |             |             |             |                       |                       |              |              |                   |                   |                   |                   |                   |                   |        |        |        |        |        |        |        |        |        |        |        |        |        |

## FIS Cup

### Miejsca w klasyfikacji generalnej
| Sezon     | Miejsce |
| --------- | ------- |
| 2011/2012 | 228.    |
| 2020/2021 | 127.    |

### Miejsca w poszczególnych konkursachFIS Cupu
stan po zakończeniu sezonu 2024/2025
| Źródło                                                                        | Źródło      | Źródło           | Źródło           | Źródło         | Źródło         | Źródło        | Źródło        | Źródło      | Źródło      | Źródło       | Źródło       | Źródło        | Źródło        | Źródło | Źródło | Źródło  | Źródło      | Źródło      | Źródło      | Źródło      | Źródło                 | Źródło                 | Źródło | Źródło | Źródło | Źródło | Źródło | Źródło | Źródło | Źródło | Źródło | Źródło | Źródło | Źródło | Źródło | Źródło | Źródło | Źródło | Źródło |
| ----------------------------------------------------------------------------- | ----------- | ---------------- | ---------------- | -------------- | -------------- | ------------- | ------------- | ----------- | ----------- | ------------ | ------------ | ------------- | ------------- | ------ | ------ | ------- | ----------- | ----------- | ----------- | ----------- | ---------------------- | ---------------------- | ------ | ------ | ------ | ------ | ------ | ------ | ------ | ------ | ------ | ------ | ------ | ------ | ------ | ------ | ------ | ------ | ------ |
| Sezon 2011/2012                                                               |             |                  |                  |                |                |               |               |             |             |              |              |               |               |        |        |         |             |             |             |             |                        |                        |        |        |        |        |        |        |        |        |        |        |        |        |        |        |        |        |        |
| Villach                                                                       | Villach     | Gérardmer        | Gérardmer        | Szczyrk        | Szczyrk        | Einsiedeln    | Einsiedeln    | Notodden    | Notodden    | Predazzo     | Predazzo     | Szczyrk       | Szczyrk       | Kranj  | Kranj  | Liberec | Brattleboro | Brattleboro | Baiersbronn | Baiersbronn | Garmisch-Partenkirchen | Garmisch-Partenkirchen | punkty |        |        |        |        |        |        |        |        |        |        |        |        |        |        |        |        |
| 51                                                                            | 23          | -                | -                | -              | -              | -             | -             | -           | -           | -            | -            | -             | -             | -      | -      | -       | -           | -           | -           | -           | -                      | -                      | 8      |        |        |        |        |        |        |        |        |        |        |        |        |        |        |        |        |
| Sezon 2020/2021                                                               |             |                  |                  |                |                |               |               |             |             |              |              |               |               |        |        |         |             |             |             |             |                        |                        |        |        |        |        |        |        |        |        |        |        |        |        |        |        |        |        |        |
| Râșnov HS97                                                                   | Râșnov HS97 | Kandersteg HS106 | Kandersteg HS106 | Zakopane HS140 | Zakopane HS140 | Szczyrk HS104 | Szczyrk HS104 | Lahti HS100 | Lahti HS100 | Villach HS98 | Villach HS98 | Oberhof HS100 | Oberhof HS100 | punkty | punkty | punkty  | punkty      | punkty      | punkty      | punkty      | punkty                 | punkty                 | punkty | punkty | punkty | punkty | punkty | punkty | punkty | punkty | punkty | punkty |        |        |        |        |        |        |        |
| -                                                                             | -           | -                | -                | -              | -              | 28            | 45            | -           | -           | -            | -            | -             | -             | 3      | 3      | 3       | 3           | 3           | 3           | 3           | 3                      | 3                      | 3      | 3      | 3      | 3      | 3      | 3      | 3      | 3      | 3      | 3      |        |        |        |        |        |        |        |
| Legenda                                                                       |             |                  |                  |                |                |               |               |             |             |              |              |               |               |        |        |         |             |             |             |             |                        |                        |        |        |        |        |        |        |        |        |        |        |        |        |        |        |        |        |        |
| 1 2 3 4-10 11-30 poniżej 30 dq – dyskwalifikacja - − zawodnik nie wystartował |             |                  |                  |                |                |               |               |             |             |              |              |               |               |        |        |         |             |             |             |             |                        |                        |        |        |        |        |        |        |        |        |        |        |        |        |        |        |        |        |        |